# Bundestagsdebatte über den AfD-Antrag zu Islam und Scharia
Die Bundestagsdebatte über den AfD-Antrag zu Islam und Scharia war eine Parlamentsdebatte, die am 11. Oktober 2018 im Deutschen Bundestag stattfand und einen Antrag der AfD-Fraktion zum Gegenstand hatte, nach dem die Bundesregierung aufgefordert werden sollte, „geeignete Maßnahmen zu ergreifen, die Verbreitung von im Koran enthaltenen gesetzwidrigen Inhalten und Aufrufen zu unterbinden“. Die AfD-Fraktion begründete ihren Antrag damit, dass es im Koran gesetzwidrige Handlungsanweisungen gebe, diese Aussagen Auswirkungen auf konkretes Verhalten europäischer Muslime hätten und „relativierende Interpretationen“ der betreffenden Textstellen und juristische Verweise auf das Grundrecht der Religionsfreiheit als Gegenargument nicht stichhaltig seien. Der Antrag stieß auf entschiedenen Widerspruch aller anderen Fraktionen. So wurde eingewandt, dass die Forderungen der AfD-Fraktion verfassungswidrig seien, der Antrag die Integrationsarbeit hintertreibe und geeignete Maßnahmen zur Bekämpfung von religiös begründeten Straftaten von der Bundesregierung längst ergriffen worden seien.
Während der Aussprache wurden große Unterschiede im Verständnis von Islam und Scharia, bei der Einschätzung des Fundamentalismus bei Muslimen in Deutschland und der Beurteilung des Zusammenhangs zwischen koranischen Gewaltaufrufen und Terrorismus deutlich. Außerdem wurden schwere Vorwürfe gegenüber der AfD erhoben, unter anderem dass zwischen ihr und den Islamisten eine geistige Verwandtschaft bestehe, dass sie eine Spaltung der Gesellschaft betreibe und „Islamhass“ schüre. Mehrere Abgeordnete äußerten auch, dass die AfD für die Demokratie gefährlicher sei als der Islam, weil sie mit „rechtsradikalen Gewalttätern“ zusammenarbeite. Gegen den Wunsch der AfD-Fraktion wurde der Antrag anschließend an den Ausschuss für Recht und Verbraucherschutz überwiesen. Dort wurde er nicht weiter verfolgt.
Die Debatte fand wenige Wochen nach den fremdenfeindlichen Ausschreitungen von Chemnitz und unmittelbar vor der ersten Unteilbar-Demonstration statt, auf die während der Kontroverse auch Bezug genommen wurde. Sie war eine der wichtigsten parlamentarischen Auseinandersetzungen zum Thema Islam in der Geschichte der Bundesrepublik Deutschland.

## Der Antrag der AfD-Fraktion

### Titel und Zeitpunkt der Einreichung
Der Antrag, der den Gegenstand der Bundestagsdebatte bildete, wurde von der AfD-Fraktion ursprünglich unter dem Titel „Der Islam und die untrennbar mit ihm verbundene Scharia gehören nicht zum Rechtsstaat“ eingereicht. Auf Intervention der Parlamentsdienste wurde dieser Titel jedoch am Tag vor der Debatte geändert. Der endgültige Titel lautete: „Unvereinbarkeit von Islam, Scharia und Rechtsstaat – Der Radikalisierung den Boden entziehen, keine Verbreitung gesetzwidriger Lehren“.
Die endgültige Version des Antrags lag erst um 8.50 Uhr am Tag der Debatte selbst vor. Die späte Einreichung des Antrags war schon vor der Debatte Gegenstand der Medienberichterstattung. So berichtete die Website Focus Online am Vorabend, dass die AfD im Bundestag mit „schlecht vorbereitetem Antrag gegen Muslime“ provozieren wolle und die Parlamentarier der übrigen Fraktionen „praktisch keine Chance“ hätten, sich auf die Debatte vorzubereiten, weil der Antrag noch nicht vorliege. Focus Online charakterisierte dies als eine „durchschaubare Taktik“. Die späte Einreichung des Antrags wurde auch während der Debatte von zahlreichen Abgeordneten der anderen Bundestagsfraktionen moniert.

### Antragsinhalt
Der Antrag hebt mit der Behauptung an, Islamischer Fundamentalismus und Terrorismus bedrohten Deutschland. Muslimische Attentäter beriefen sich zur Rechtfertigung ihrer Taten auf den Islam, und ein Zusammenhang mit bestimmten Aufrufen des Koran sei unverkennbar. Ähnlich seien auch die herabsetzende Behandlung von Frauen sowie Mobbing an Schulen durch muslimische Schüler aus der Ideologie des Islam abgeleitet. Die Lehren des Islam, „wie sie hervorgehen aus Koran, Hadithen und Scharia“ enthielten teilweise „gesetzwidrige Handlungsanweisungen“. Die Erfahrung zeige, dass die in den islamischen Grundlagentexten enthaltenen Anweisungen ihre radikalisierende Wirksamkeit auch durch relativierende Interpretationen nicht verlören. Grundsätzlich sei dem Islam neben religiösen Vorstellungen „ein nicht-abtrennbarer Bezug auf die Gestaltung von Gesellschaft, Recht und Politik“ zu eigen. Diese politischen Vorstellungen des Islams seien nicht mit den Menschenrechten und der freiheitlich-demokratischen Grundordnung vereinbar.
Der Antrag kritisiert, dass diesem Problem von Seiten der Bundesregierung bisher „nur ungenügend Rechnung getragen worden“ sei, weil sich ihre Mitglieder in widersprechender Weise geäußert hätten: Während die Bundeskanzlerin Angela Merkel angemerkt habe, dass der Islam zu Deutschland gehöre, habe Bundesinnenminister Horst Seehofer die gegenteilige Auffassung vertreten, allerdings nur aus „religiösem Traditionalismus“. Es sei eine Unklarheit entstanden, inwieweit Aufrufe zu gesetzwidrigem Handeln im Islam geduldet werden sollen, die von der Bundesregierung beseitigt werden müsse. Der Antrag fordert vor diesem Hintergrund von der Bundesregierung, „geeignete Maßnahmen zu ergreifen, die Verbreitung von im Koran enthaltenen gesetzwidrigen Inhalten und Aufrufen zu unterbinden“.

### Begründung
Die Begründung des Antrags ist in drei Teile gegliedert. Der erste Teil dient dem Nachweis, dass der Koran als Text, der den Islam definiere, etliche mit dem Grundgesetz (GG) und dem Strafgesetzbuch (StGB) nicht vereinbare Aufrufe und Gebote enthalte und deswegen nicht uneingeschränkt verbreitet werden dürfe. Konkret werden Tötungs- und Kriegsaufrufe, religiöse Diskriminierung (unter anderem Antisemitismus), Volksverhetzung und „Gewaltaufrufe in der Behandlung von Frauen“ genannt. Zum Beweis wird auf eine Beispielliste von Koranversen am Ende des Textes verwiesen (siehe unten). Eine rechtliche Problematik ergebe sich bei den Koran-Aussagen unter dem Gesichtspunkt ihres Aufforderungscharakters unter anderem aus § 111 StGB, Abs. 1, der die öffentliche Aufforderung zu Straftaten unter Strafe stellt, § 126 StGB, Abs. 1, Nr. 2 (Störung des öffentlichen Friedens durch Androhung von Straftaten) und § 130 StGB, Abs. 1 und 2 (Volksverhetzung).
Der zweite Teil der Begründung dient dem Nachweis, dass sich heutige Muslime die gesetzwidrigen Vorstellungen des Korans angeeignet haben. Als Beleg dafür wird zunächst auf die Kairoer Erklärung der Menschenrechte von 1990 verwiesen. Dieses „Manifest des islamischen Selbstverständnisses“ stelle die Internationale Menschenrechtscharta unter Scharia-Vorbehalt und habe sie damit aufgehoben. Unter anderem wird kritisiert, dass die Kairoer Erklärung in Art. 19 d die Scharia als einzige Grundlage der Entscheidung über Verbrechen oder Strafen festlegt. Als Beleg für die Verinnerlichung der problematischen koranischen Aussagen durch europäische Muslime verweist der Antrag auf ein 2014 vom Wissenschaftszentrum Berlin für Sozialforschung veröffentlichtes Diskussionspapier, das aufgrund von im Jahr 2008 durchgeführten Umfragen zu dem Ergebnis kam, „dass religiöser Fundamentalismus unter westeuropäischen Muslimen kein Randphänomen ist“. Als Beispiele für die Auswirkungen dieser Vorstellungen auf konkretes Verhalten nennt der Antrag der AfD-Fraktion die „von höchsten islamischen Autoritäten“ begründete Verfolgung säkularer Muslime wie Seyran Ateş, Hamed Abdel-Samad oder Salman Rushdie, die Bezugnahme muslimischer Attentäter auf den Koran sowie Ehrenmorde, Kinderehen und das „Mobbing andersgläubiger Schüler durch muslimische Mitschüler“, die aus der Ideologie des Islam abgeleitet seien.
Der dritte Teil der Begründung setzt sich damit auseinander, zwei mögliche Gegenargumente gegen den Antrag abzuwehren. Das erste Argument, das als „liberal-islamisch“ gekennzeichnet wird, zielt darauf ab, dass man den rechtlich problematischen Charakter solcher Koranstellen durch historisch-kritische Auslegung relativieren könne. Dieses Argument wird damit zurückgewiesen, dass koranische Aussagen nicht als „nicht wörtlich gültig“ abgeschwächt werden könnten, weil erstens der Koran selbst in Sure 2:2, 6:34 und 18:27 seine eigene „Nicht-Interpretierbarkeit“ bestimme und zweitens die Suren nicht nur historisch gemeinte Berichte wie manche Texte im Alten Testament seien, sondern „permanent geltende Aufrufe bzw. Gebote“. Ein aufgeklärtes Islamverständnis sei daher gegenwärtig eine Illusion. Das zweite Argument, das als „juristisch“ beschrieben wird, sei das Grundrecht der Religionsfreiheit (Art. 4 GG), aus dem eventuell abgeleitet werden könne, dass die Verbreitung religiöser Anschauungen nicht eingeschränkt werden dürfe. Dieses Argument wird mit dem Einwand zurückgewiesen, dass Artikel 4 nur im Rahmen aller anderen gesetzlichen Bestimmungen gelte und durch Art. 140 (darin: Art. 136, Abs. 1 der Weimarer Reichsverfassung) eingeschränkt werde, woraus sich ergebe, dass das Grundrecht auf Religionsfreiheit die Pflicht zur Gesetzestreue nicht aufhebe.

### Die Beispielliste „gesetzwidriger“ Koranverse
Eine Liste mit Beispielen von „gesetzwidrigen“ Koranversen schließt den Antrag ab. Diese sind nach Rudi Paret (Der Koran, 1966) bzw. M. A. Rassoul (Die ungefähre Bedeutung des Qurān Karīm in deutscher Sprache, 1986) zitiert und in die folgenden Themenbereiche aufgegliedert:
- Tötungs- und Kriegsaufrufe / Radikalisierung: Sure 2:191; 2:193; 2:216; 4:89; 5:35; 8:12; 8:17; 8:39; 9:5; 9:29; 9:111; 9:123; 47:4; 47:8; 48:28; 61:9
- Religiöse Diskriminierung / Anti-Toleranz / Anti-Integration: Sure 2:65; 3:118; 4:144; 5:51; 33:64; 60:1
- Volksverhetzung: Sure 8:55; 9:30; 98:6
- Abwertung der Frau
  - Vergewaltigung in der Ehe (sexistische Verdinglichung der Frau): Sure 2:223
  - Körperliche Züchtigung (nicht nur Erlaubnis, sondern Gebot): Sure 4:34
  - „Wert“ der Frau (nur Hälfte des Wertes eines Mannes): Sure 2:282
  - Polygamie: Sure 4:3
  - Keine Beziehung mit Ungläubigen: Sure 2:221[14]

Die Paretsche Übersetzung der genannten Koranverse kann auf der Datenbank des Projekts Corpus Coranicum eingesehen werden.

### Ideologischer Hintergrund
Der Antrag steht im Rahmen einer stärkeren Profilierung der AfD als einer Partei mit klar antiislamischer Ausrichtung, die im Mai 2016 mit dem neuen Grundsatzprogramm begann. Die Partei nahm zur Bundestagswahl 2017 auch ein eigenes Kapitel mit dem Titel „Der Islam im Konflikt mit der freiheitlich-demokratischen Grundordnung“ in ihr Wahlprogramm auf. Der Text beginnt mit der Aussage „Der Islam gehört nicht zu Deutschland.“ Der gleiche Slogan ist auch auf dem dazugehörigen Werbeflyer zu lesen, ebenso wie „JA zu Demokratie und Rechtsstaat, NEIN zur Scharia!“ Dieser fasst die Inhalte des Wahlprogramms kompakt zusammen. Die AfD trete gegen Scharia-Justiz in Deutschland ein, ebenso gegen die Steuerung von Moscheen aus dem Ausland. Hierbei erfolgt der Verweis auf die Türkei. Predigten sollen auf Deutsch abgehalten werden, die Vollverschleierung in der Öffentlichkeit untersagt und das Kopftuch in Bildungseinrichtungen verboten werden. Es solle keine Lehrstühle für islamische Theologie in Deutschland geben. Die Bildung islamischer Parallelgesellschaften müsse verhindert werden.
AfD-Fraktionen haben auch bereits früher in verschiedenen Länderparlamenten Anträge mit ähnlicher Stoßrichtung gestellt. So forderte die AfD-Fraktion der Hamburgischen Bürgerschaft im Januar 2016 die Durchführung einer Studie zu Paralleljustiz unter islamischen Migranten in Hamburg. Die AfD-Fraktion im Abgeordnetenhaus Berlin forderte im Februar 2017 in einer Beschlussempfehlung, Aussagen des Korans, die geeignet sind, „einen Rechtskonflikt mit der FdGO, dem GG oder dem SchulG[esetz Berlin] zu begründen“, vom islamischen Religionsunterricht der unteren Jahrgangsstufen (Schüler unter 12) auszunehmen. Wie schon der Abgeordnete Patrick Sensburg bemerkte, ist diese Beschlussempfehlung „in weiten Teilen wortgleich“ mit dem Antrag der AfD-Fraktion des Bundestages zu Islam und Scharia. In einem weiteren Antrag forderte die AfD-Fraktion des Abgeordnetenhauses Berlin, die Verfassungskonformität des Islamischen Jugendzentrums Berlin zu überprüfen. Die AfD-Fraktion im Landtag Nordrhein-Westfalen forderte im Juli 2018 mit Hinblick auf islamischen Radikalismus die Einsetzung einer Enquete-Kommission zu den Gefahren von Parallelgesellschaften.
Auch die AfD-Fraktion im Bundestag hatte das Thema Islam und Scharia vorher schon aufgegriffen. So verlangte im August 2018 der AfD-Abgeordnete Stephan Brandner zusammen mit seiner Fraktion in einer Kleinen Anfrage mit Blick auf die Aussage im Koalitionsvertrag von CDU/CSU und SPD, dass die Regierung illegale Paralleljustiz nicht dulden werde, Auskunft von der Bundesregierung hinsichtlich verschiedener, die Paralleljustiz betreffender Fragen. So stellte er unter anderem die Frage, welche Maßnahmen zur Verhinderung und Eindämmung von Paralleljustiz die Bundesregierung seit dem Jahr 2010 getroffen habe und welche Maßnahmen sie in der aktuellen Legislaturperiode zu treffen plane.

## Die Debatte über den Antrag

### Ablauf
Die Debatte über den Antrag, die den Tagesordnungspunkt 4 der 55. Sitzung des 19. Deutschen Bundestages bildete, fand am Vormittag des 11. Oktober 2018 statt. Für die Aussprache waren 60 Minuten angesetzt, doch dauerte die Debatte tatsächlich mehr als anderthalb Stunden. Erster Redner war Gottfried Curio (AfD), auf ihn antwortete Patrick Sensburg (CDU/CSU). Nach ihm sprachen Jürgen Martens (FDP), Karl-Heinz Brunner (SPD), Friedrich Straetmanns (Die Linke), Filiz Polat (Bündnis 90/Die Grünen), Alexander Hoffmann (CDU/CSU), Linda Teuteberg (FDP), Johannes Fechner (SPD), Christine Buchholz (Die Linke), Christoph de Vries (CDU/CSU), Frauke Petry (fraktionslos), Lars Castellucci (SPD) und Ingmar Jung (CDU/CSU).

Teilnehmerinnen und Teilnehmer der Debatte
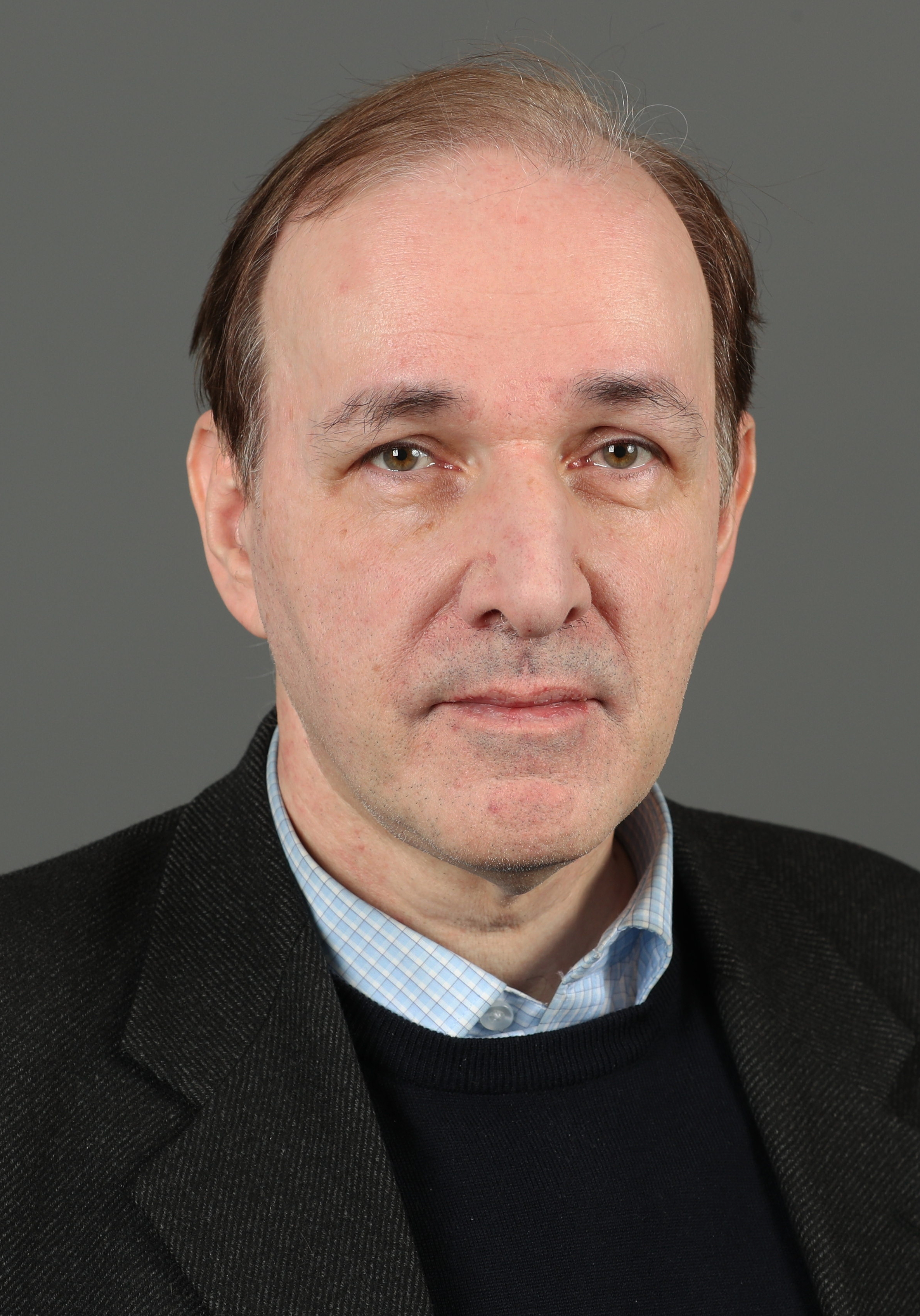
Gottfried Curio
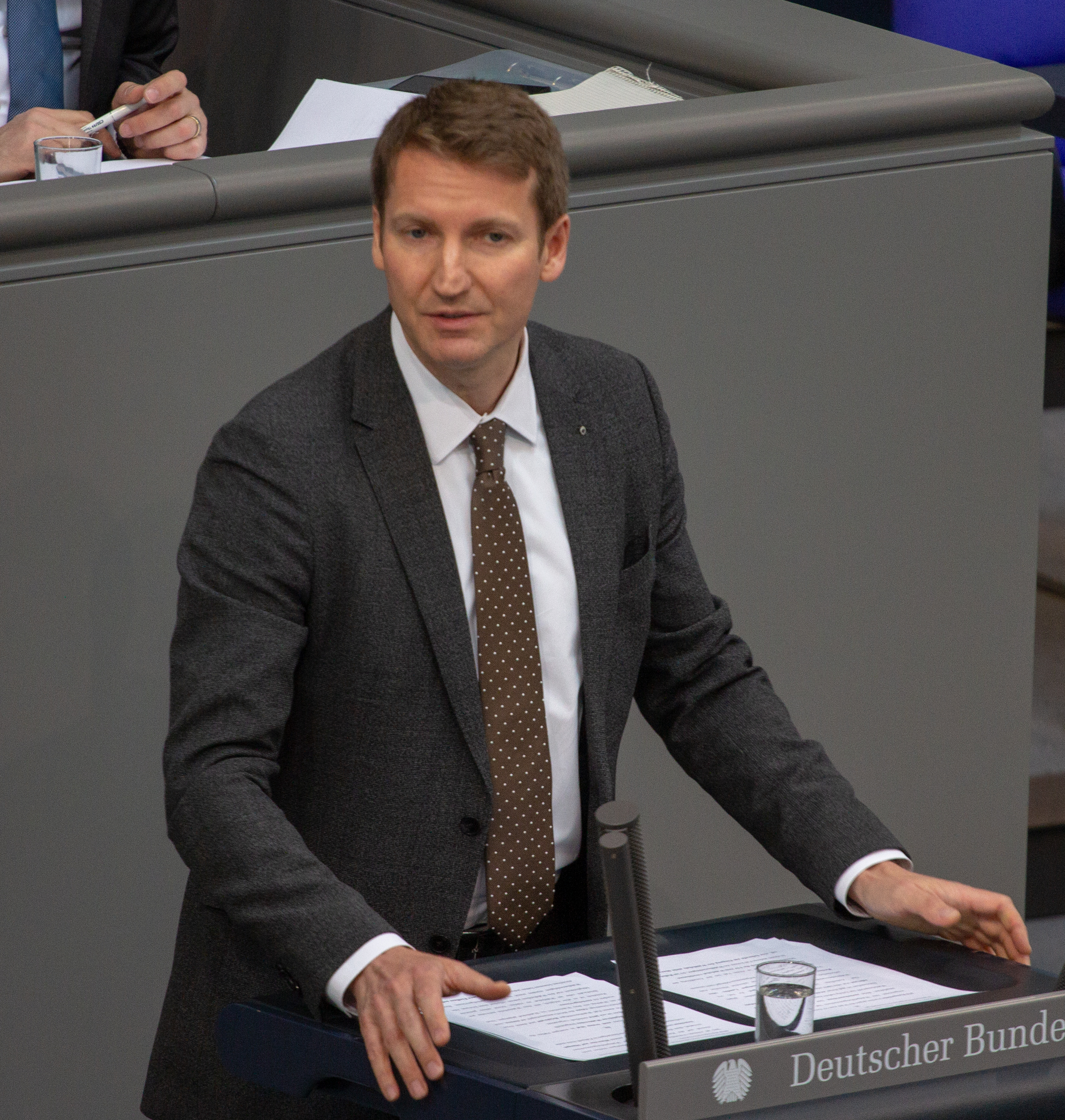
Patrick Sensburg
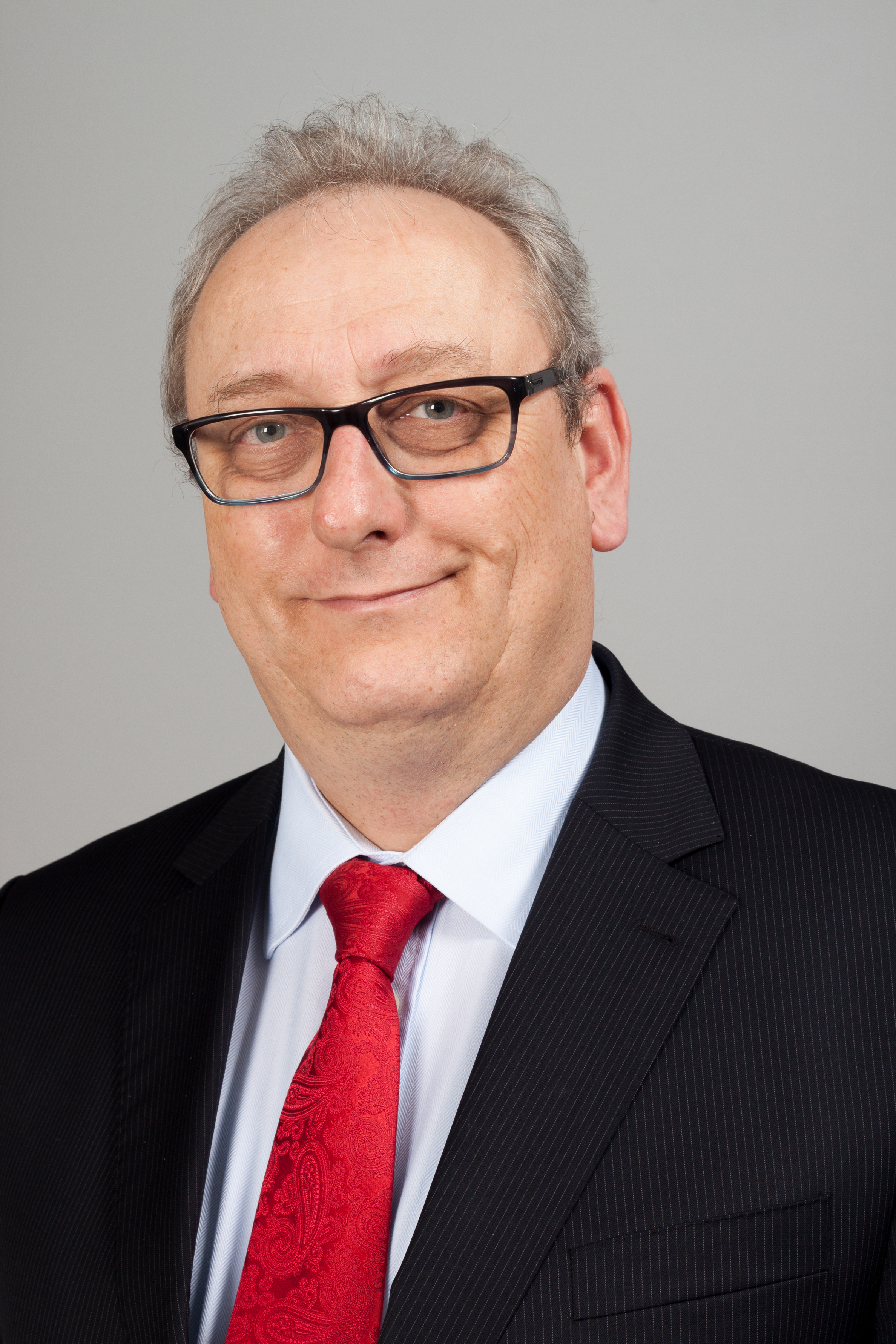
Jürgen Martens
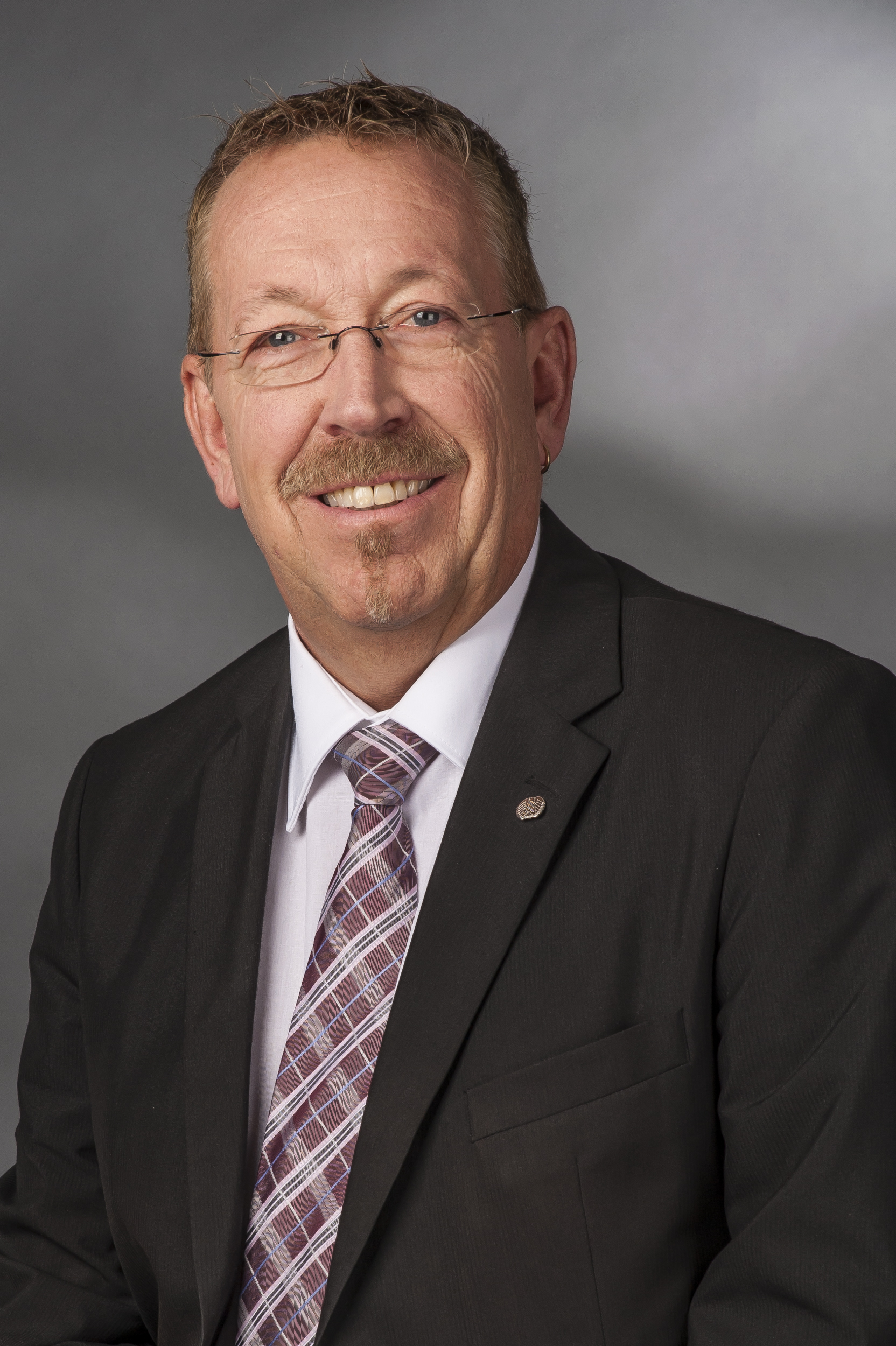
Karl-Heinz Brunner
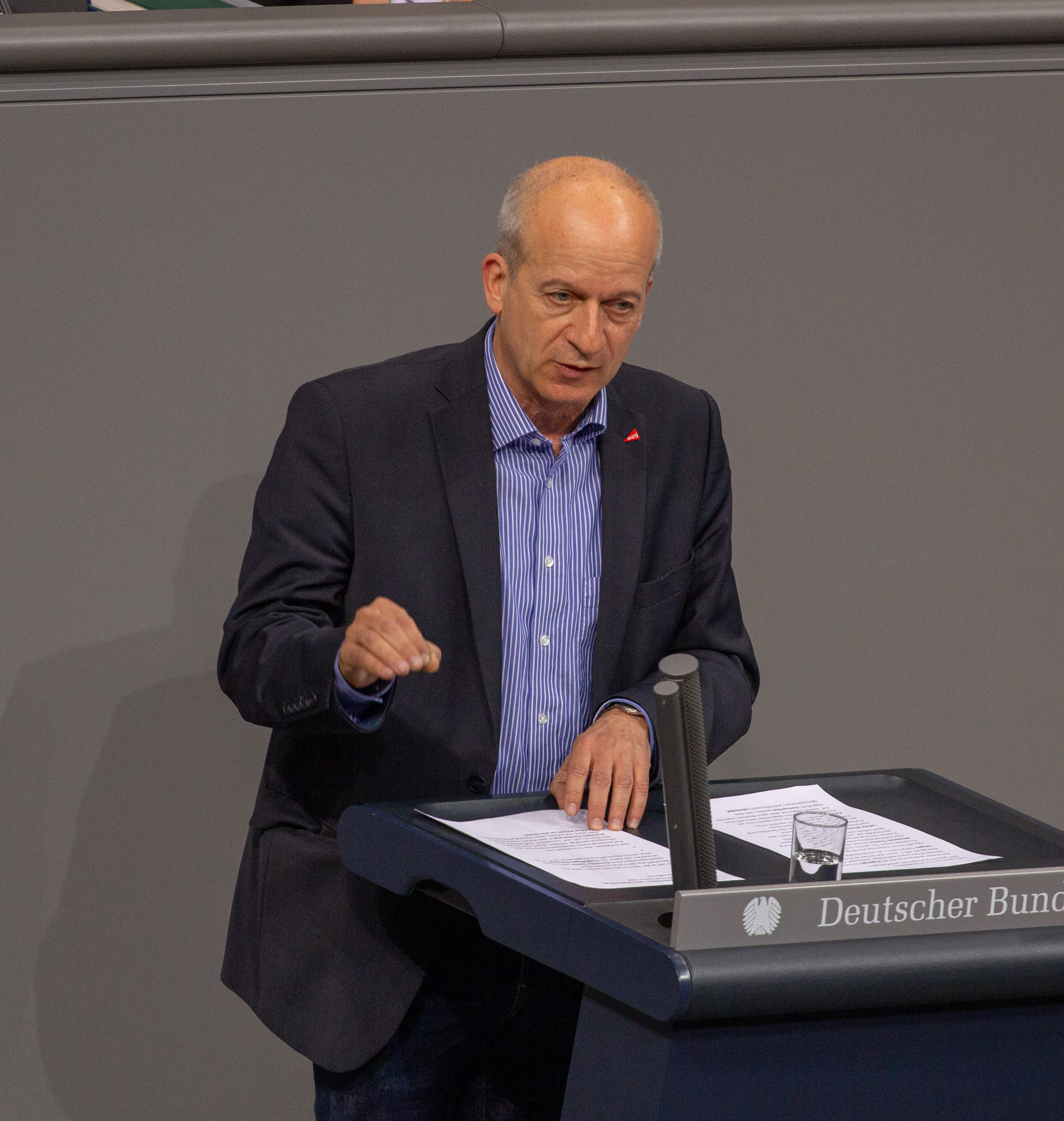
Friedrich Straetmanns
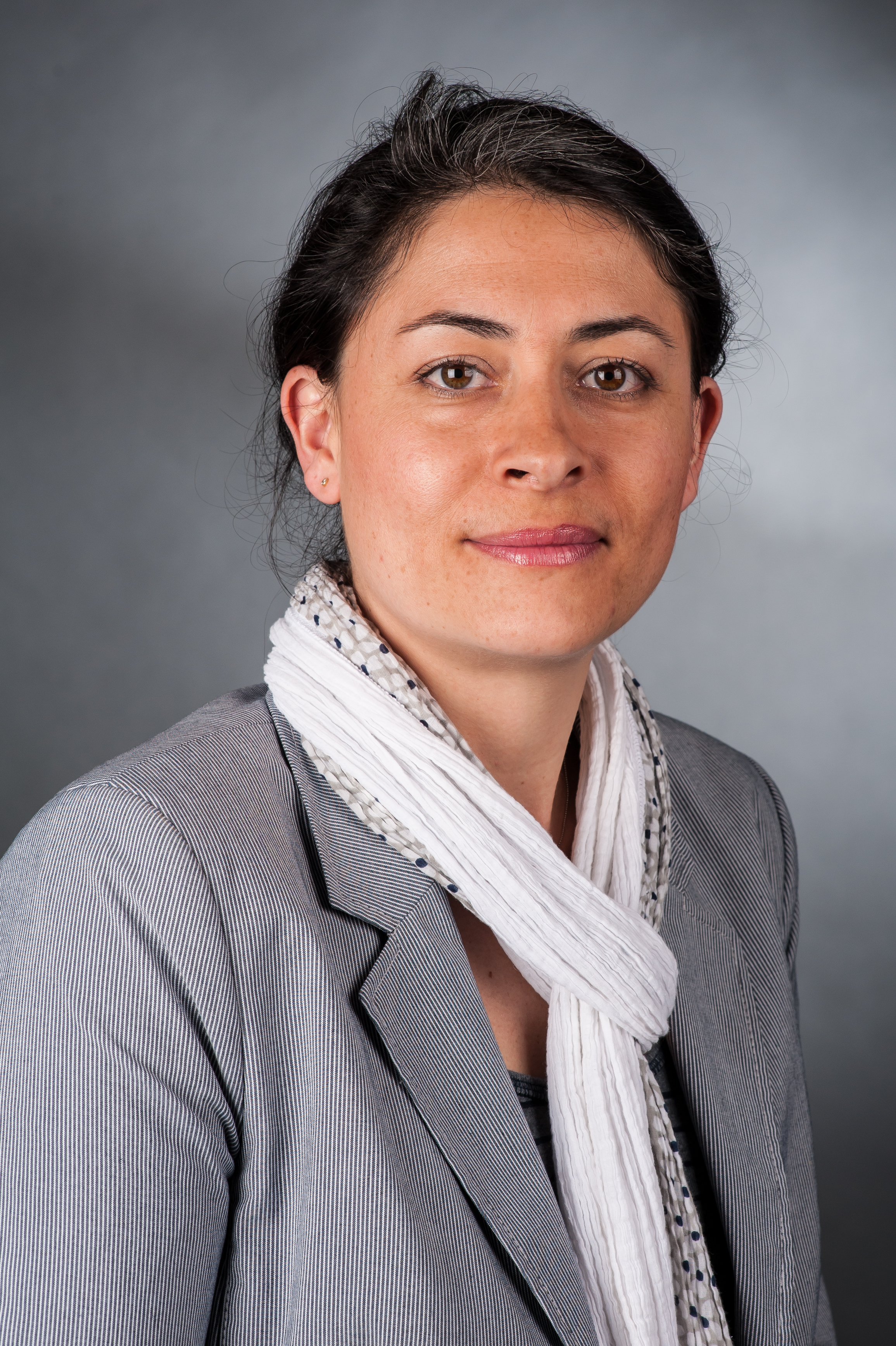
Filiz Polat
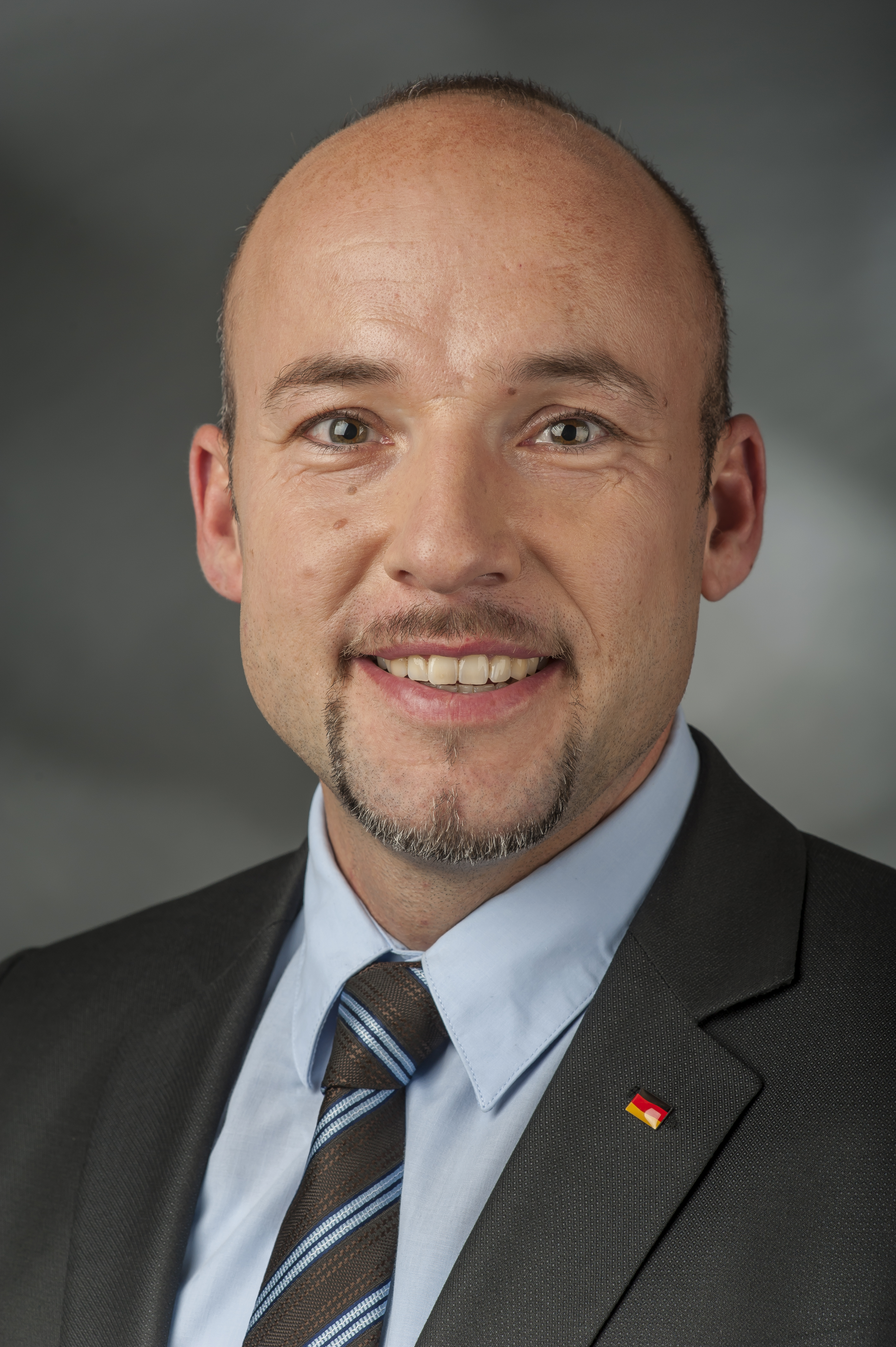
Alexander Hoffmann
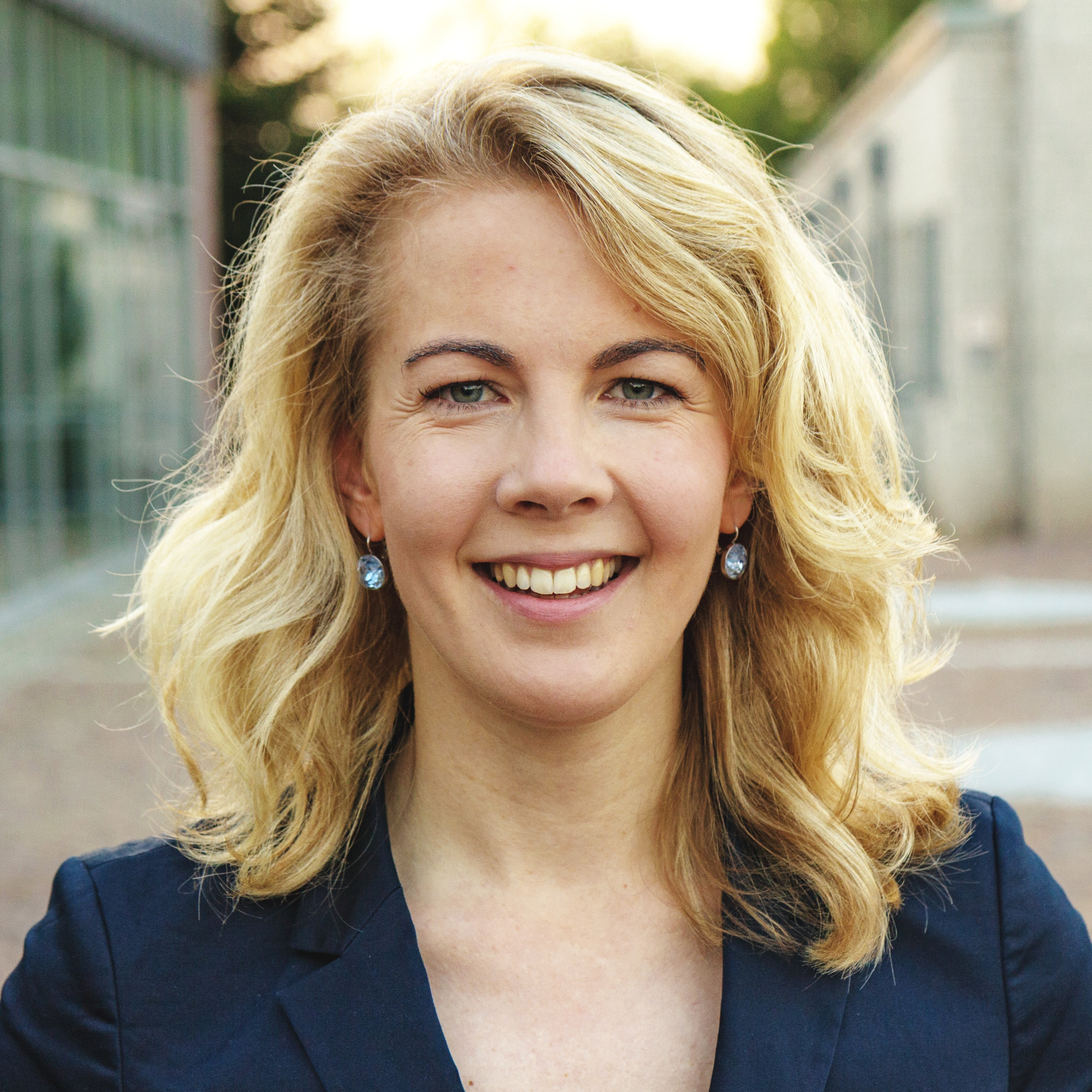
Linda Teuteberg
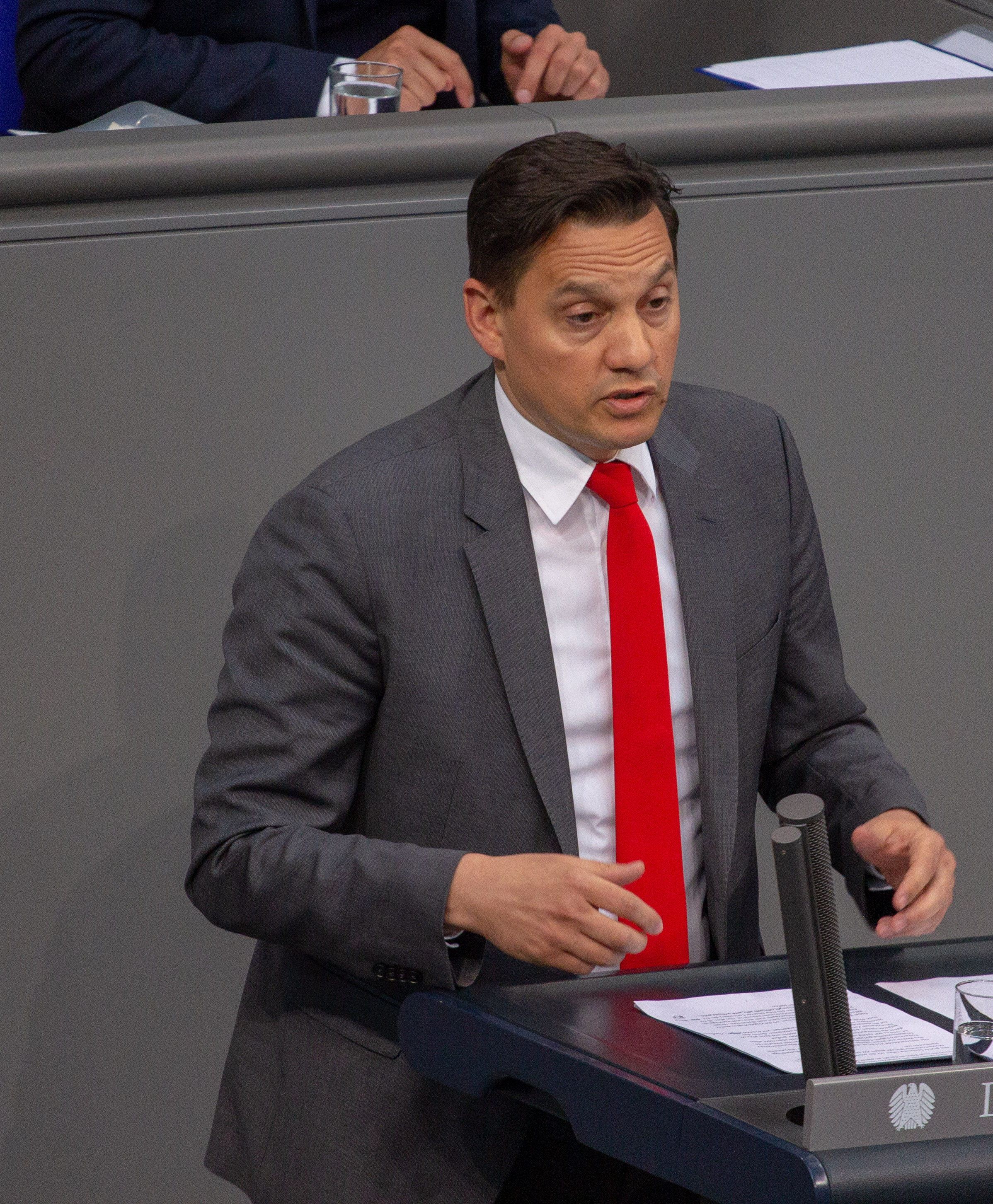
Johannes Fechner
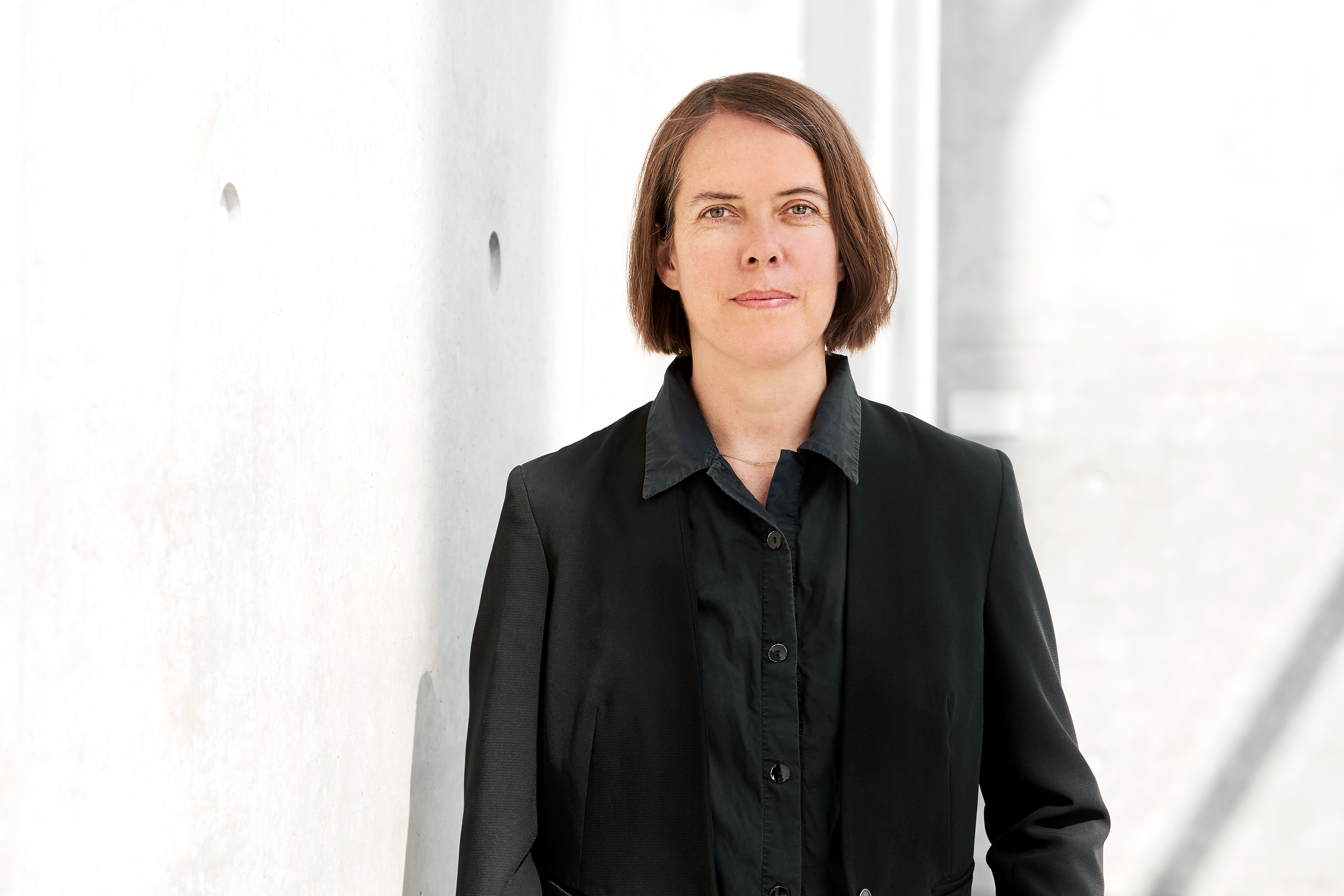
Christine Buchholz
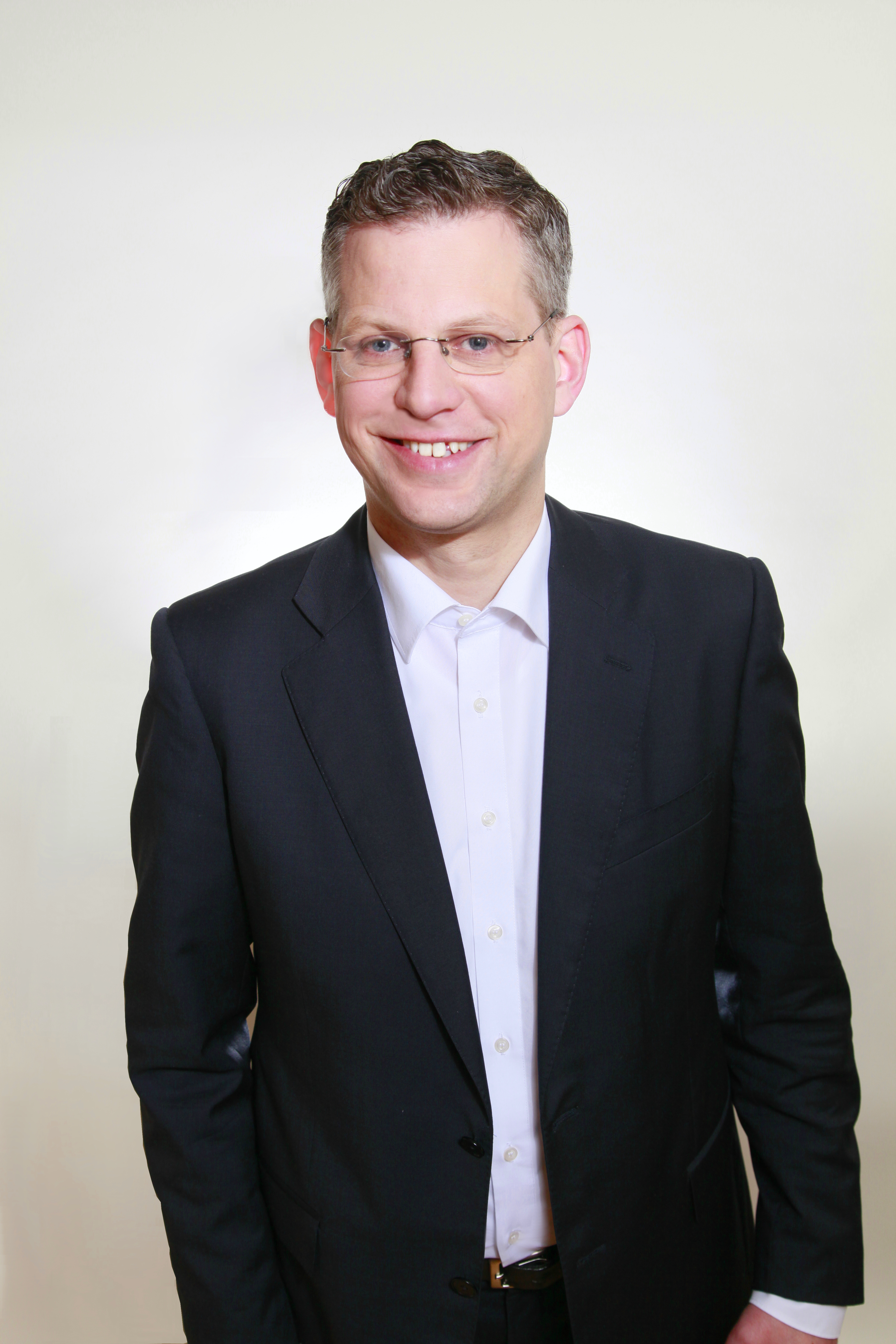
Christoph de Vries
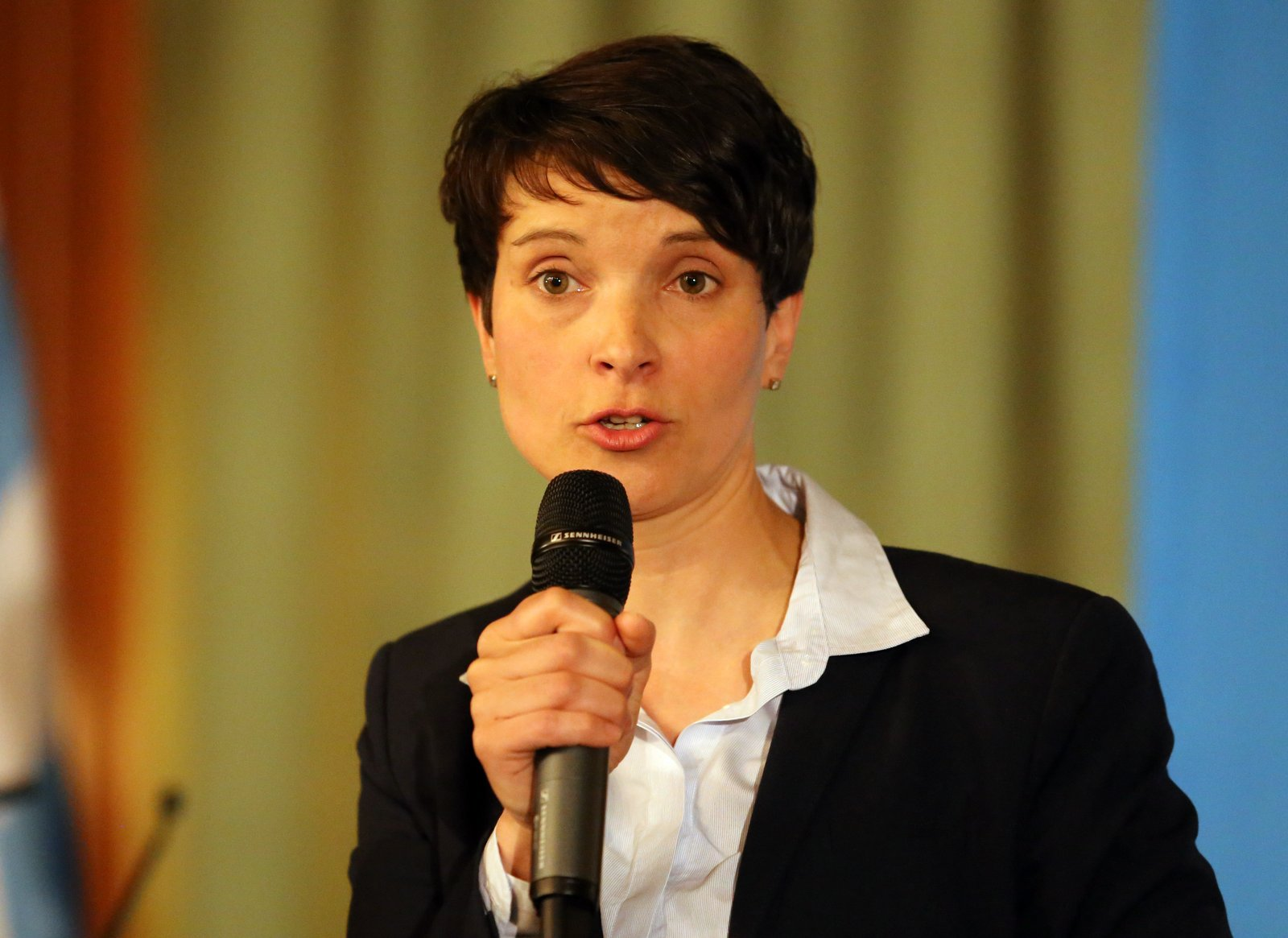
Frauke Petry
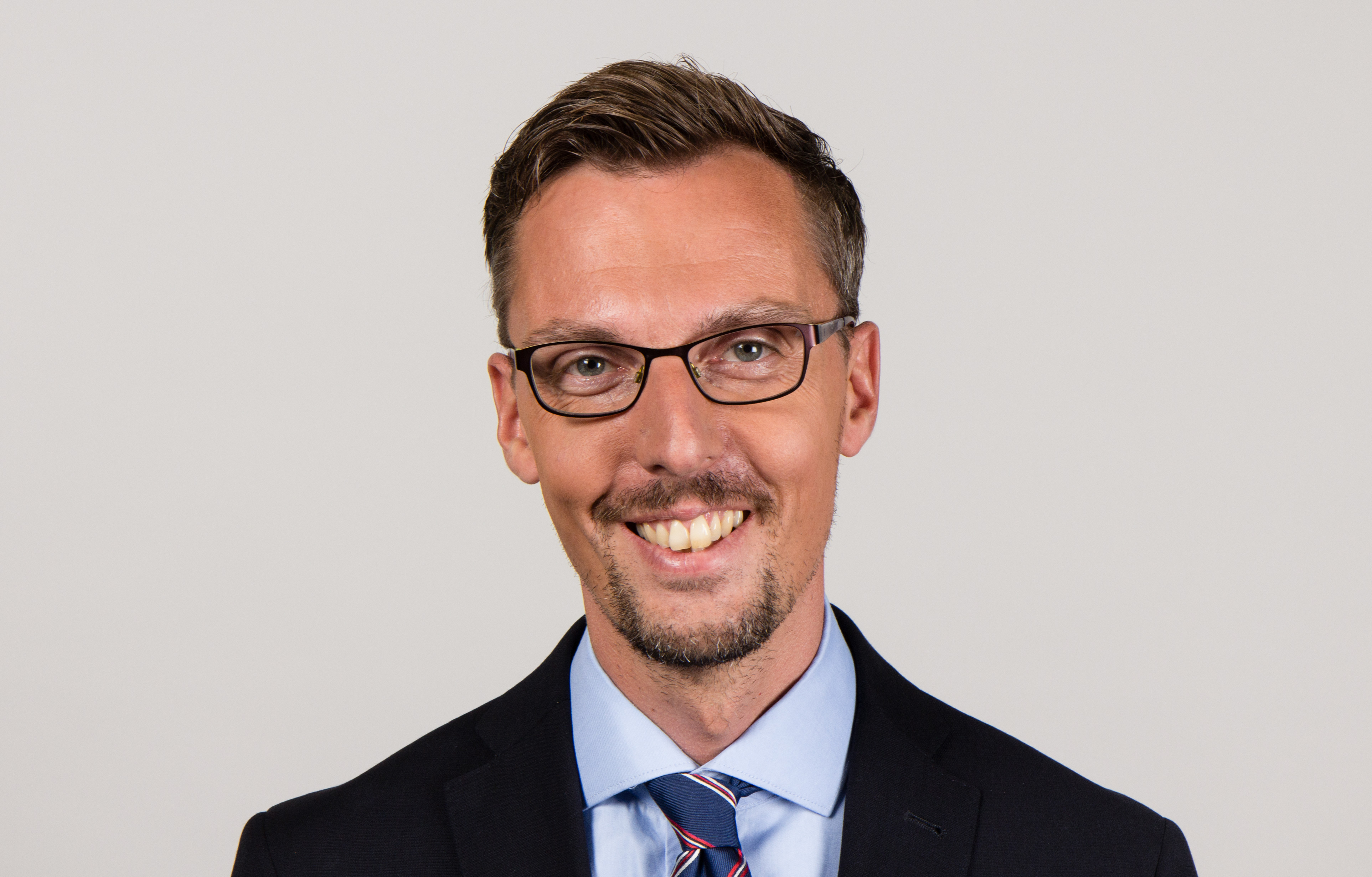
Lars Castellucci
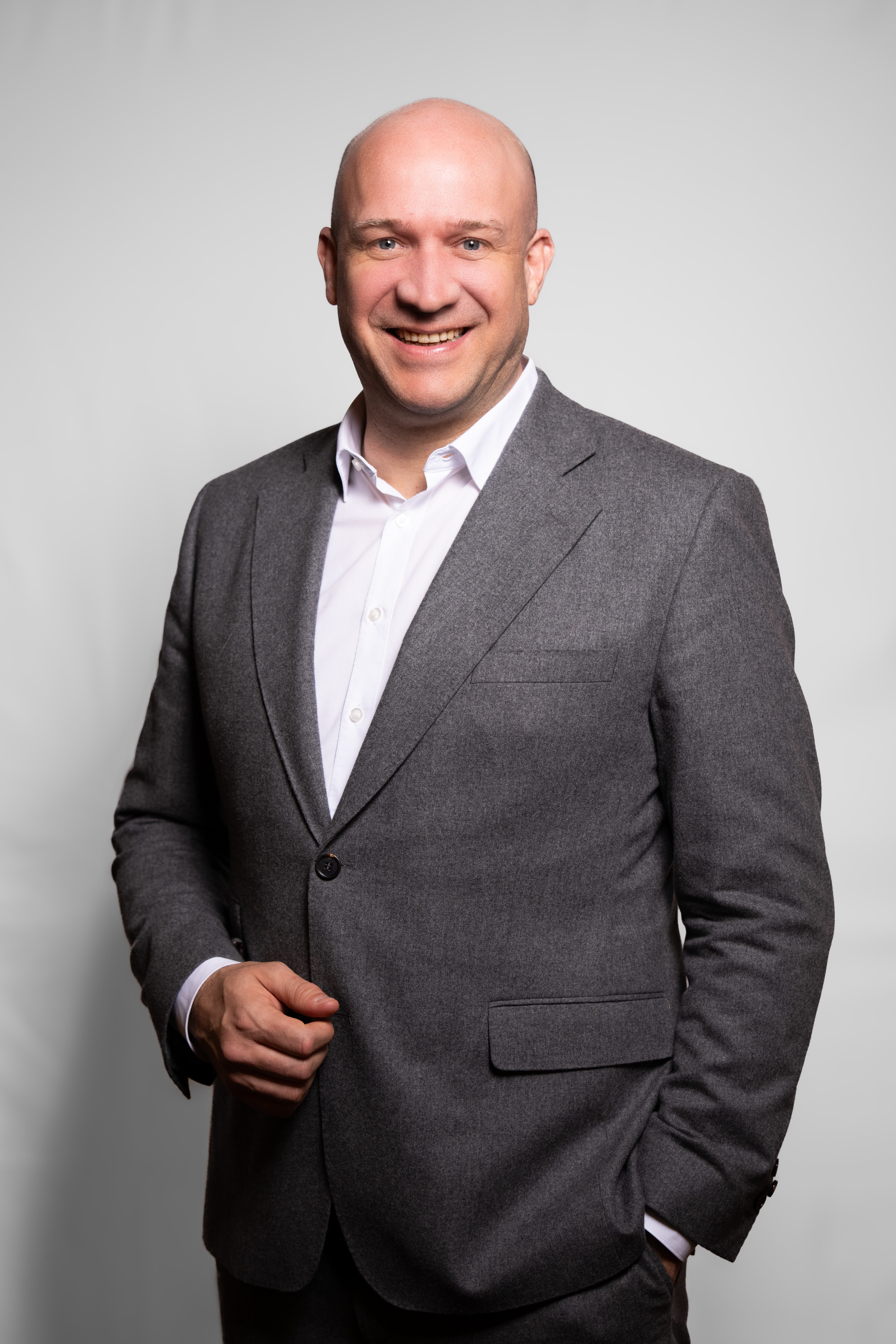
Ingmar Jung

Mit Zwischenfragen und Kurzinterventionen beteiligten sich an der Debatte Norbert Kleinwächter (AfD), Omid Nouripour (Bündnis 90/Die Grünen), Jan Nolte (AfD), Armin-Paul Hampel (AfD) und Bernd Baumann (AfD). Gottfried Curio ließ in seiner Rede ausdrücklich keine Zwischenfragen zu. Wie bei Bundestagsdebatten üblich, wurden die einzelnen Debattenbeiträge von zahlreichen Zwischenrufen begleitet.

### Die Begründung des Antrags durch Gottfried Curio (AfD)
Curio wiederholte in seiner Rede viele Thesen des Antrags, präzisierte aber die dort genannten Kritikpunkte und konkretisierte sie durch Hinzufügung weiterer Beispiele. So nannte er Eifersuchtsmorde, Zwangsehen, muslimische Attentäter, die „Allahu akbar“ rufen, als zusätzliche Beispiele dafür, dass sich heutige Muslime die gesetzwidrigen Vorstellungen des Korans angeeignet hätten. Hass, Respektlosigkeit und eine niedrige Schwelle zur Gewalt seien bei Muslimen erlernt, Kriminalität „ideologisch legitimiert, kulturell eingeübt, durch Anweisungen, Gebote, Aufrufe – Aufrufe aus dem Gründungsdokument einer Religion“. Weiter erwähnte er die Verletzung von Frauenrechten, Homophobie, Christenverfolgung, Steinigung, Enthauptung und Heiligen Krieg als Verhaltensweisen, die „ihre Rechtfertigung, ja ihren Grund in den Weisungen des Islam“ fänden.
Curio behauptete, dass „etliche Weisungen im Koran“ zu Straftaten aufriefen, und forderte, dass es in einem ersten Schritt notwendig sei, auf die Strafbarkeit solcher Textstellen hinzuweisen, damit „solche Hetze“ nicht im Rahmen eines Schulfachs gelehrt werden könne, weil sonst neue Gefährder produziert würden. Bei „Millionen von Muslimen in Deutschland, bei Zigtausend Salafisten, islamischen Gefährdern und schon im Kindesalter radikalisierten Muslimen“ gefährdeten diese Texte „den inneren Frieden, den viel berufenen Zusammenhalt“. Die Forderung der AfD-Fraktion, die Verbreitung solcher gesetzwidrigen Inhalte zu unterbinden, gebe der Bevölkerung die Rechtssicherheit, die für ein Zusammenleben unabdingbar sei. Eine weitere Duldung solcher Texte käme dagegen einer „Vollverschleierung für unser Grundgesetz“ gleich.
Curios Rede beinhaltete auch starke Kritik an der Bundeskanzlerin. So behauptete er, dass die Politik Angela Merkels die genannten Gewalttaten erst ermöglicht habe. Sie habe „hunderttausendfach Judenhass nach Deutschland importiert“. Probleme wie „alltägliche Messergewalt, Angsträume für Frauen, für Juden, Mobbing deutscher Schüler, wachsende No-go-Areas“ habe es vor Merkel nicht gegeben. Unter Anspielung auf das geflügelte Wort Nach uns die Sintflut warf er Merkel vor, nach dem Motto „Nach mir die Scharia!“ zu regieren. In rhetorischer Zuspitzung formulierte Curio:

„Wenn Merkel meint, der Islam gehöre zu Deutschland, gehöre zu unserem Rechtsstaat Deutschland, dann sagen wir: Der Islam gehört zu Merkel, aber Merkel gehört nicht länger zu Deutschland.“

### Einwände gegen den Antrag aus den anderen Fraktionen

#### Koranverbot undenkbar und verfassungswidrig
Patrick Sensburg (CDU/CSU) fragte schon während der Rede von Curio mit Hinblick auf die Forderung, die Verbreitung von gesetzwidrigen Inhalten zu verbieten, mit einem Zwischenruf: „Heißt das Schwärzen der Passagen? Oder was meinen Sie?“ In seinem Redebeitrag konkretisierte er diese Kritik, bei „einem religiösen Schriftstück aus dem 6./7. Jahrhundert“ sei die Forderung, die Verbreitung zu unterbinden, absurd. Es sei unsinnig, so etwas so undifferenziert zu beantragen. Es zeige, dass der Antrag „überhaupt nicht debattenfähig“ sei. Bestätigend kam hierauf von Seiten der FDP der Zuruf: „Bücherverbrennung! Damit kennen die sich aus!“
Jürgen Martens (FDP) warf der AfD vor, eigentlich ein Koranverbot zu fordern, das aber „offenkundig verfassungswidrig“ sei. Da sie sich nicht traue, das offen auszusprechen, vertraue sie darauf, dass das bei ihrer Kundschaft unausgesprochen als „Metatext“ ankomme. Filiz Polat fragte rhetorisch zugespitzt, was der Antrag eigentlich unter geeigneten Maßnahmen zur Unterbindung religiöser Inhalte, zu denen die Bundesregierung aufgefordert werden soll, verstehe: „Glühende Kohlen und Daumenschrauben bis zum Abschwören vom Koran?“
Christine Buchholz (Die Linke) erklärte, dass die einzige Forderung des Antrags praktisch auf ein Verbot des Koran hinauslaufe, womit die AfD-Fraktion Muslimen die Grundrechte abspräche. Ingmar Jung (CDU/CSU) stellte die Vermutung an, dass es der AfD darum gehe, den Koran zu verbieten. Das sei aber in der Realität nicht umsetzbar. Dies machte er mit den Worten deutlich: „Soll man ihn verbrennen? Im digitalen Zeitalter werden Sie eh keine Schriften mehr los.“

#### Antrag stellt Muslime unter Generalverdacht und hintertreibt Integrationsarbeit
Patrick Sensburg kritisierte, dass der Antrag die unterschiedlichen Formen des Islam nicht differenziere. Dies würde der Aburteilung aller AfD-Mitglieder als „rechtsextrem“ gleichkommen und sei unangemessen. Karl-Heinz Brunner bezeichnete den Antrag als „rassistisch“ und kritisierte, dass die AfD damit „einer Gesellschaftsgruppe pauschal“ unterstelle, „Recht und Verfassung nicht zu achten“. Damit hintertreibe sie die Integrationsarbeit. Filiz Polat (Die Grünen) wandte gegen den Antrag ein, dass er eine „ganze Glaubensgemeinschaft unter Generalverdacht“ stelle, die Vielfalt islamischen Lebens und der islamischen Theologie ignoriere und einen Kulturkampf heraufbeschwöre. Johannes Fechner (SPD) äußerte die Vermutung, dass es der AfD bei ihrem Antrag nur darum gehe, „pauschal alle Muslime als Gewalttäter zu verunglimpfen“ bzw. „Muslime pauschal als Scharia-gläubige Gewalttäter ab[zu]stempeln“, mit dem „Ziel, Vorurteile gegen Muslime zu befeuern“. Dem müsse man in aller Deutlichkeit widersprechen, auch wenn es in Deutschland islamistischen Terrorismus gebe. Die „große Mehrheit der Muslime“ lebe jedoch „anständig bei uns“.
Lars Castellucci (SPD) bezeichnete den Antrag als „verleumderisch“ und urteilte, dass er allein dem Zweck diene, „Muslime in diesem Land zu stigmatisieren“. Er führte an, dass sich die Mehrheit der in Deutschland lebenden Muslime loyal gegenüber dem Rechtsstaat verhalte und die Demokratie unterstütze. Die Muslime hätten es nicht verdient, „pauschal in eine Ecke gestellt zu werden“, so Castellucci – eine Aussage, die Stephan Protschka (AfD) zu dem Zwischenruf veranlasste: „Von zehn Bonbons sind zwei vergiftet, aber Sie essen Sie trotzdem, nicht?“

#### Geeignete Maßnahmen wurden bereits ergriffen
Einige Redner wiesen den Antrag auch mit dem Argument zurück, dass bereits geeignete Maßnahmen gegen fundamentalistische und religiös begründete rechtliche Verstöße ergriffen worden seien. So wies Patrick Sensburg darauf hin, dass es bereits ein strafrechtliches Instrumentarium gegen Extremismus und Fundamentalismus betreffende Probleme gebe, worauf im AfD-Antrag selbst sogar verwiesen worden sei. Neben den von der AfD-Fraktion selbst genannten Paragraphen seien auch § 185 StGB (Beleidigung) und § 172 StGB (Doppelehe) anwendbar. Die CDU/CSU habe sich außerdem schon viel länger mit diesem Thema auseinandergesetzt und zahlreiche Maßnahmen, unter anderem Vereinsverbote und Präventionsmaßnahmen, angestoßen. Außerdem machte Sensburg darauf aufmerksam, dass die CDU schon 2012 einen Fraktionskongress zum Thema „Islamische Paralleljustiz in Deutschland? – Eine Herausforderung für den Rechtsstaat?“ abgehalten hatte und dass das Bundesministerium der Justiz im selben Jahr eine eigene Stelle im Haushalt gehabt habe, die sich mit dem Phänomen Paralleljustiz beschäftigte.
Darüber hinaus erinnerte er an die Aussage im Koalitionsvertrag, der zufolge die Koalition illegale Paralleljustiz nicht dulden werde.
Alexander Hoffmann (CDU/CSU) verwies auf die von der Justizministerkonferenz eingerichtete Bund-Länder-Arbeitsgruppe zur Paralleljustiz, die auf eine Initiative Bayerns aus dem Jahr 2011 zurückgeht. Außerdem nannte er Artikel 14 des Bayerischen Integrationsgesetzes als eine weitere Maßnahme, um das Unterlaufen der verfassungsmäßigen Ordnung zu verhindern. Hoffmann und Johannes Fechner (SPD) verwiesen darüber hinaus auf den konkreten Fall der Scharia-Polizei von Sven Lau in Wuppertal und auf die Tatsache, dass diese Handlungen von einem Gericht für strafbar befunden wurden. Hoffmann präsentierte dies als einen Beleg dafür, dass der Rechtsstaat „höchstwahrscheinlich sehr gut funktioniert“.
Fechner nannte als ein weiteres Beispiel für bereits ergriffene Maßnahmen das 2017 vom Bundestag beschlossene Verbot von Kinderehen. Er hob außerdem hervor, dass die Bundesregierung in der letzten Legislaturperiode Gesetze gegen islamistischen Terrorismus verschärft und beim Generalbundesanwalt neue Stellen zu seiner Bekämpfung eingerichtet habe. All dies zeige, dass sich der Staat gegen Terrorismus und Extremismus wehre und Deutschland eine wehrhafte Demokratie sei. Anschließend wies Fechner den Vorwurf zurück, die Bundesregierung äußere sich nicht eindeutig genug zu Islam und Scharia. Als Gegenbeispiel zitiert er Bundesjustizministerin Katarina Barley (SPD), die in einem Interview mit der Zeit klar ausgesprochen habe, dass der Staat das Recht setze und niemand anders. Dies zeige, dass der Antrag der AfD-Fraktion „vollkommen unnötig“ sei.
Christoph de Vries (CDU/CSU) argumentierte, dass die deutschen Bundesregierungen bereits „seit vielen Jahren konsequent gegen islamistische Organisationen und Aktivitäten in Deutschland“ vorgingen, wie zuletzt das Verbot der salafistischen Organisation Die wahre Religion zeige. Allerdings blieb dieses Argument nicht unwidersprochen. So warf Stephan Protschka (AfD) der Bundesregierung vor, die DITIB zu unterstützen und Erdoğan zu hofieren, der seine Moscheen als Kasernen bezeichne. Dagegen wandte Christoph de Vries ein, dass die Bundesregierung die Mittel an die DITIB ab dem Haushalt 2018 gestrichen habe und auch bei anderen Vereinen und Verbänden so verfahren werde, sobald fundamentalistische Aktivitäten nachweisbar seien.

#### Gewaltaufrufe gibt es auch in anderen Heiligen Schriften
Jürgen Martens (FDP) wandte gegen den Antrag ein, dass er willkürlich Zitate aus dem Koran reiße und sie nebeneinanderreihe, „ohne irgendeine Erklärung, ohne Kontext, ohne Bezug und ohne historische Erläuterung“. Jede Religion verdiene es aber, „nach ihrem tatsächlichen Erscheinen und Handeln, nicht nach irgendwelchen Zitaten aus ihren grundlegenden Schriften beurteilt zu werden“. Sonst könne man in gleicher Weise mit dem Christentum verfahren, das „seit 1.500 Jahren reichlich gewalttätig gegen Andersgläubige“ vorgehe. In seinen Gründungsschriften gebe es „Zitate zu Gewaltverherrlichung, Frauenfeindlichem und Homophobem en masse“. Als Beispiele führte Martens (2 Sam 12,12 ) und (3 Mos 20,13 ) an. Man könne wegen dieser Textstellen ja auch nicht eine „Inhaltsbereinigung der Bibel“ verlangen.
In die gleiche Richtung ging ein Einwand Alexander Hoffmanns aus der CDU/CSU-Fraktion. Er nannte (Mt 15,4 ) als eine weitere Textstelle, an der man erkennen könne, dass auch die Bibel zu Gewalt aufrufe, und betonte die Notwendigkeit, Tora, Bibel und Koran immer „im Lichte ihrer Zeit“, also historisch-kontextualisierend zu lesen und zu verstehen.
Auch Christine Buchholz (Die Linke) begegnete dem Argument der AfD auf diese Art und Weise. Sie verwies darauf, „dass sich in den Schriften vieler Religionen Passagen“ fänden, „die als Rechtfertigung von Unterdrückung und Gewalt auslegbar“ seien. Im Alten Testament fände man Tötungsaufrufe, und die Offenbarung des Johannes sehe Ungläubige und andere in einem „Pfuhl, der mit Feuer und Schwefel brennt“ (Offb 21,8 ). Man käme aber zu Recht nicht auf „die Idee, deshalb die Bibel verbieten zu wollen“. Die AfD sei nach derselben Methode vorgegangen wie Antisemiten, die das Judentum verleumdeten: Indem sie einzelne Schriftzitate aus dem Kontext reiße, diffamiere sie die gesamte Religion. Auf die gleiche Weise habe am Ende des 19. Jahrhunderts der katholische Theologe Konrad Martin den Talmud dahingehend interpretiert, dass das gesamte Werk ein „Zeugnis des Hasses gegen Nichtjuden, insbesondere gegen Christen“ sei.
Demgegenüber wandte Ingmar Jung von der CDU/CSU-Fraktion ein, dass zwar die von den anderen Abgeordneten gezogenen Vergleiche zum Christentum „bezogen auf die Schrift“ richtig seien, aber „das Berufen auf die Heilige Schrift bei Straftaten seit der Aufklärung im Christentum doch etwas nachgelassen“ habe.

#### Forderungen verstoßen gegen die Religionsfreiheit
Zwar hatte die AfD-Fraktion in ihrem Antrag behauptet, dass der Gedanke der Religionsfreiheit ihrer Forderung nicht entgegenstehe, doch zogen zahlreiche Abgeordnete in ihren Redebeiträgen genau dies in Zweifel. So argumentierte Jürgen Martens, dass sich der Rechtsstaat nicht in der von der AfD gewünschten Weise betätigen dürfe. Religionsfreiheit bedeute, dass man glauben könne, was man wolle, beim Handeln aber an die Grenzen des Rechts gebunden sei. Es sei völlig egal, ob ein Muslim seine Ehefrau mit dem Verweis auf den Koran schlage oder ein evangelikaler Christ seine Kinder unter Berufung auf ein biblisches Züchtigungsrecht verprügele. Beide bekämen es mit dem Rechtsstaat zu tun, „und zwar in Gestalt des Staatsanwalts“.
Karl-Heinz Brunner wandte gegen den Antrag ein, man könne eine Religion in Deutschland nicht wegen Homophobie von der Religionsfreiheit ausschließen. Friedrich Straetmanns (Die Linke) führte aus, dass aus Art. 4 GG das staatliche Neutralitätsgebot folge, das eine Bewertung von Glaubensinhalten verbiete, wenn diese mit dem grundlegenden Verfassungsprinzipien in Einklang stünden. Sobald aber jemand aus seiner Religion heraus Verhalten ableite, die diesen Verfassungsprinzipien entgegenstünden, finde „das Grundrecht der freien Religionsausübung eine unüberwindliche Schranke in der allgemeinen Rechtsordnung“. Straetmanns zitierte dazu den ehemaligen Verfassungsrichter Dieter Grimm: „Kein Glaube muss mit dem Grundgesetz vereinbar sein, aber nicht alles, was ein Glaube fordert, darf unter dem Grundgesetz verwirklicht werden.“ Grimm hatte diesen Satz in einem FAZ-Artikel formuliert.
Auch Filiz Polat (Bündnis 90/Die Grünen) äußerte, dass der Antrag das Grundrecht auf Religionsfreiheit in Frage stelle. Die Forderung des Antrags, die Verbreitung religiöser Inhalte zu unterbinden, ginge deutlich über die Regelungen in Artikel 140 des Grundgesetzes hinaus, da Glaubensinhalte nicht untersagt werden können, sondern nur Handlungen von Religionsgemeinschaften. Zudem würden Straftäter in Deutschland bereits mit rechtsstaatlichen Mitteln zur Verantwortung gezogen. Es könne sich also niemand hinter der Religionsfreiheit verstecken.

#### Antrag hilft nicht bei der Lösung der anstehenden Fragen
Karl-Heinz Brunner (SPD) kritisierte, dass die AfD mit ihrem Antrag lediglich „Scheinlösungen“ präsentiere. Linda Teuteberg (FDP) gestand in ihrer Rede zu, dass sich rund um das Thema „Rechtsstaat“ und „Werte unseres Grundgesetzes in der Einwanderungsgesellschaft“ tatsächlich ernste Fragen stellen würden, die das Gewaltmonopol des Staates und die konsequente Durchsetzung von geltendem Recht „gegenüber jedermann“ beträfen. Zur Beantwortung dieser Fragen trage der Antrag der AfD jedoch nichts bei. Es sei eine „ernsthafte Debatte“ darüber nötig, „wie wir zusammenleben wollen und was wir unter Integration verstehen“. Es gebe weitere wichtige Fragen wie die nach den Grenzen der Religionsfreiheit und der privaten Ausübung des eigenen Glaubens. Aber auch auf diese Fragen gebe der Antrag keine Antwort. Lars Castellucci (SPD) äußerte, dass man zwar „die Probleme benennen und lösen“ müsse, „Anträge, die nur neue Probleme schaffen“, jedoch unnötig seien. Insofern sei die Debatte über den Antrag „wieder eine Stunde verlorene Lebenszeit“.

#### Antrag „wirr“ und ohne „eigene Vorschläge“
Patrick Sensburg kritisierte, dass der Antrag „inhaltslos“ sei, keine Zielrichtung habe, alles vermenge und zusammenwerfe und lediglich Angst schüre. Der Linken-Abgeordnete Friedrich Straetmanns betitelte den Antrag als „wirr“ und kritisierte, dass er weder rechtlich noch religionspolitisch korrekt argumentiere. Auch Christoph de Vries (CDU/CSU) urteilte, der Antrag sei „inhaltlich komplett wirr“. Außerdem beanstandete er, dass er „jede konkrete politische Forderung vollständig vermissen“ lasse. Lars Castellucci (SPD) bezeichnete den Antrag als „schlecht und ungenau“. Jürgen Martens (FDP) spottete mit Hinblick auf den späten Zeitpunkt der Einreichung, dass dieser Antrag „aus finsterster Nacht“ komme.
Johannes Fechner (SPD) warf der AfD-Fraktion vor, dass es ihr allein auf „Show“ ankäme, sie in ihrem Antrag jedoch keine eigenen Vorschläge für Maßnahmen bringe. Stattdessen bettele sie nur die Bundesregierung an, „irgendwelche Maßnahmen“, die aus AfD-Sicht notwendig seien, zu präsentieren. Ingmar Jung (CDU/CSU) kritisierte, dass der Antrag trotz seiner sechs Seiten Länge keinen einzigen Vorschlag für Maßnahmen zur Unterbindung gesetzwidriger Religionsausübung enthalte, sondern lediglich „eine Bitte an die Bundesregierung, sie möge mal etwas vorschlagen“. Der Grund, weshalb die AfD keinen neuen Vorschlag vorlege, sei die Tatsache, dass bereits jetzt jeder, der „glaubt, sich außerhalb der Rechtsordnung bewegen zu können“, es mit dem Rechtsstaat zu tun bekomme. Das gelte nicht nur für Islamisten, sondern für alle.

### Strittige Themen hinsichtlich von Islam und Scharia

#### Islam – nur Religion oder auch Gesellschaftsordnung?
Curio behauptete in seiner Rede, es sei falsch, „den Islam allein als Religion zu verstehen“, weil er in Wirklichkeit auch eine Gesellschaftsordnung und eine „gewaltaffine Ideologie“ sei, die die Welt einteile „in höherwertige Gläubige und minderwertige Ungläubige, die zu bekämpfen sind“. Der einzelne Muslim möge sich von einem verfassungsfeindlichen Korsett emanzipieren können, der Islam selbst aber, als gesellschaftliche Ordnung, stehe in wesentlichen Inhalten der deutschen Verfassung und der Menschenrechtscharta entgegen. „In seiner uneingeschränkten Gestalt“, so äußerte Curio, gehöre der Islam nicht zum Rechtsstaat Deutschland. Dass der Islam in einem Widerspruch zur Demokratie stehe, versuchte Curio durch Verweis auf die Entwicklung der Türkei unter Recep Tayyip Erdoğan zu belegen: Seit das Land unter ihm reislamisiert werde, höre es „nicht zufällig auf, eine Demokratie zu sein“. Unter Berufung auf eine angebliche Aussage Erdoğans, dass es zwischen Islam und Islamismus keinen Unterschied gebe, behauptete Curio, dass Islamismus nur „angewandter Islam“ sei.
Curio behauptet in seiner Rede auch, dass die Scharia mit dem Islam „untrennbar verbunden“ sei. Wie wichtig der AfD-Fraktion der Gedanke der Untrennbarkeit von Islam und Scharia war, geht daraus hervor, dass sie ihn auch in den ursprünglichen Titel ihres Antrags aufgenommen hatte. Vehementen Widerspruch erntete die AfD-Fraktion mit dieser Behauptung von Seiten der beiden CDU/CSU-Abgeordneten Alexander Hoffmann und Christoph De Vries. Hoffmann charakterisierte die Beschreibung der Scharia als „untrennbar mit dem Islam verbunden“ als falsch und begründete dies damit, dass in Deutschland über vier Millionen Muslime leben, von denen die meisten „mit dem Scharia-Recht überhaupt nichts zu tun“ haben, es ihnen nicht einmal bekannt sei. De Vries ging sogar soweit zu sagen, dass die Behauptung einer untrennbaren Verbindung der Scharia mit dem Islam als Unterstellung „böswillig, diskriminierend, und […] auch destruktiv“ sei. Die AfD wolle damit „den Islam und seine Gläubigen insgesamt diskreditieren“.

#### Die Interpretierbarkeit des Korans und die Veränderbarkeit des Islams
Gottfried Curio wiederholte in seiner Rede die bereits im Antrag formulierte Behauptung, dass die im Koran formulierten Aufrufe als unmittelbare Gottesworte „allgültig“, „unveränderbar“ und „nicht durch Interpretationen relativierbar“ seien. Hierbei berief er sich auch auf das Koranwort in Sure 6:34: „Es gibt keinen, der die Worte Allahs zu ändern vermag.“ Hieraus ergebe sich, dass man sie auch nicht „anders deuten“ könne. Ein toleranter Islam sei „westliches Wunschdenken“, Euroislam, deutscher Islam, demokratischer Islam seien nur „leere Fantastereien“.
Demgegenüber gab der Abgeordnete Omid Nouripour (Grüne) bei einer Zwischenfrage zu bedenken, dass die Geschichte des Islam eine „ganz lange Geschichte von Interpretationsmöglichkeiten“ sei und bis Ende des 19. Jahrhunderts unter jedem Gutachten sinngemäß der Satz gestanden habe: „Wie es aber wirklich ist, weiß nicht der Mensch, sondern nur der Gott der Gläubigen.“ Christine Buchholz (Die Linke) äußerte, dass die AfD mit allem, was sie in ihrem Antrag und der Debatte von sich gebe, „nichts anderes als ihre Unkenntnis vom Islam“ beweise, denn den einen Islam gebe es nicht, und selbstverständlich verändere sich auch der Islam ständig. Sie hob hervor, dass auch die Scharia „dem Wandel und verschiedenen Interpretationen“ unterliege. In ähnlicher Weise äußerte sich Alexander Hoffmann (CDU/CSU), der in seinem Redebeitrag hervorhob, dass in der Scharia selbst davon ausgegangen werde, dass es „ein Regelwerk ist, das dem Wandel unterworfen ist“. Christoph de Vries (CDU/CSU) beteuerte, dass es das Ziel der Bundesregierung sei, „die liberalen Muslime“ zu stärken, „die für einen säkularen Islam stehen“.
Frauke Petry (fraktionslos) stellte dagegen die Wandlungsfähigkeit des Islams erneut in Frage. Sie äußerte, es gebe zwar säkularisierte „Kulturmuslime“, diese seien jedoch nicht deckungsgleich mit dem Islam. Man müsse nur Experten und Religionswissenschaftler fragen, um zu wissen, dass es „die Utopie des Euroislam oder des deutschen Islam“ nicht gebe. Selbst Bassam Tibi, der Vordenker des Euroislams, habe diese Idee begraben. Hier bezog sich Petry wahrscheinlich auf einen Artikel Tibis von 2016 in der Zeitschrift Cicero, in dem er kundgetan hatte, dass er sich nach 25 Jahren von seiner Vision eines Euro-Islam verabschiedet habe. Um ihre These der Unwandelbarkeit des Islams zu untermauern, bemühte Petry auch Thomas Mann, der in seinem Roman Der Zauberberg Naphtha den Ausspruch in den Mund gelegt hatte: „Ein liberalisierter Islam, das ist aufgeklärter Fanatismus.“ Petry meinte, dass es dafür aber auch aktuelle Beispiele gebe wie die „ehemalig laizistische Türkei“.

#### Die Rolle der Scharia in Deutschland
Unterschiedliche Ansichten wurden auch hinsichtlich der Frage sichtbar, welche Rolle die Scharia für die in Deutschland lebenden Muslime spielt. Johannes Fechner (SPD) warf der AfD vor, mit ihrem Antrag den Eindruck zu erwecken, dass in Deutschland bereits die Scharia gelte und die Mehrheit der Muslime der Scharia folge. Die sei jedoch „völliger Unsinn“. Es gelte stattdessen das Grundgesetz und die freiheitlich-demokratische Grundordnung, wie man an der strafrechtlichen Verfolgung der Scharia-Polizei in Wuppertal erkennen könne. Dies zeige „ganz klar und deutlich, dass die Scharia als Rechtsgrundlage in Deutschland überhaupt keine Chance hat“. Sie habe letztlich auch keinen „nennenswerten Einfluss“ in Deutschland. Christine Buchholz (Die Linke) bezeichnete die ganze Diskussion über den Antrag als eine „Geisterdebatte“, da in Deutschland „keine einzige relevante muslimische Organisation“ die Einführung der Scharia fordere.
Frauke Petry behauptete in ihrem Redebeitrag dagegen, dass die Scharia längst zu Deutschland gehöre. Zum Beweis berief sie sich auf den Juristen und Journalisten Joachim Wagner sowie Seyran Ateş, die bereits 2011 davor gewarnt hätten, dass sich „im Schatten des deutschen Rechtsstaates eine islamische Paralleljustiz etabliert“ habe. Der Staat würde mit Imamen und Friedensrichtern zusammenarbeiten, sodass er sein Gewaltmonopol „heimlich, still und leise an vielen Orten unseres Landes abgegeben und vor der Scharia – egal in welcher Variante – kapituliert“ habe. Vor der Scharia dürfe man aber nicht „einknicken“, weil man sonst jene „aufgeklärten Menschen“ verrate, „die sich von dieser religiösen Bevormundung befreit haben“, und ihnen einen Bärendienst erweise.
Auch Omid Nouripour (Bündnis 90/Die Grünen) ging davon aus, dass die Scharia bereits in Deutschland wirksam sei. Er äußerte, dass es die Aufgabe der Bundestagsabgeordneten sei, dafür zu sorgen, dass diejenigen Teile, die mit dem Grundgesetz vereinbar sind, angewendet werden könnten, die anderen Teile jedoch nicht. Er gab allerdings zu bedenken, dass es „ganz viele Arten von Scharia“ gebe. Mit der rhetorischen Frage „Meint der Kollege die Reclam-Ausgabe, wenn er von der Scharia spricht?“ machte er deutlich, dass die Scharia nie kodifiziert worden ist und auch nicht in Buchform vorliegt. Christine Buchholz rief in Erinnerung, dass die Scharia „eine Sammlung von gottesdienstlichen, ethischen und normativen Aspekten und Bestimmungen und halt kein Strafgesetzbuch“ ist.
Auch die Frage, ob in Deutschland Paralleljustizsysteme existieren, wurde von den Abgeordneten der verschiedenen Fraktionen sehr unterschiedlich beurteilt. Während Karl-Heinz Brunner (SPD) die Existenz solcher Systeme abstritt, behauptete Bernd Baumann (AfD) dagegen in einem Zwischenruf, dass Paralleljustiz eine Realität sei, man müsse nur „in die Stadtteile“ gucken. Stephan Protschka (AfD) verwies dafür in einem weiteren Zwischenruf auf Berlin-Neukölln. Patrick Sensburg und Alexander Hoffmann (beide CDU/CSU) stimmten der AfD hinsichtlich der Notwendigkeit der Bekämpfung islamischer Paralleljustiz zu, verwiesen aber auf die diesbezüglich bereits vom Staat ergriffenen Maßnahmen.

#### Die Verbreitung von Fundamentalismus bei Muslimen in Deutschland
Die AfD-Fraktion hatte sich in ihrem Antrag auf Zahlen in dem von Ruud Koopmans verfassten Diskussionspapier des Wissenschaftszentrums Berlin für Sozialforschung (WZB) Religious fundamentalism and out-group hostility among Muslims and Christians in Western Europe bezogen, um zu belegen, dass europäische Muslime „gesetzeswidrige“ koranische Aussagen verinnerlicht hätten. Demnach sind 60 Prozent der muslimischen Zuwanderer in Europa (Deutschland, Frankreich, Niederlande, Belgien, Österreich, Schweden) der Meinung, dass sich Muslime auf den ursprünglichen Islam besinnen sollten, 65 Prozent meinen, dass im Konfliktfall die Vorschriften der Religion wichtiger sind als die Gesetze des Landes, und für 75 Prozent gibt es nur eine mögliche, für alle Muslime verbindliche Koran-Interpretation.
Christoph de Vries (CDU/CSU) stellte diesen Zahlen Ergebnisse einer anderen Erhebung gegenüber, die TNS Emnid 2015/16 im Auftrag der Universität Münster unter Türkeistämmigen in Deutschland durchgeführt hatte. Diese hatte ergeben, dass rund 20 Prozent der Befragten eine negative Einstellung gegenüber Juden hatten, 47 Prozent hatten geantwortet, dass die Befolgung der religiösen Gebote wichtiger sei als die der staatlichen Gesetze, und ein Drittel hatte sich dafür ausgesprochen, dass Muslime die Rückkehr zu einer Gesellschaftsordnung wie zu Mohammeds Zeiten anstreben sollten. Christoph de Vries schlussfolgerte, dass diese Zahlen zwar immer noch besorgniserregend „im Hinblick auf das Zusammenleben und den gesellschaftlichen Frieden“ seien, man aber umgekehrt auch aus ihnen ableiten könne, dass 80 Prozent, also die große Mehrheit der türkischstämmigen Muslime keine Vorbehalte gegen Juden hätten und zwei Drittel auch keine Gesellschaftsordnung wie zu Mohammeds Zeiten wollten. Dies sei ermutigend, und auf dieses positive Ergebnis solle man bauen.
Karl-Heinz Brunner (SPD) kritisierte in seinem Debattenbeitrag, dass dem Antrag der AfD-Fraktion keine qualitative Studie, sondern nur „diffuse Ängste“ zugrundelägen. Der Autor der einzigen Studie, auf die er sich beziehe, betone, dass „nur eine Minderheit deutscher Muslime überhaupt fundamentalistische Einstellungen“ habe. Aufgrund dessen warf er der AfD-Fraktion vor, in ihrem Antrag „bewusst die Unwahrheit“ zu behaupten, und bezichtigte sie der Lüge. Die AfD-Fraktion hatte sich in ihrem Antrag lediglich auf das von Ruud Koopmans verfasste WZB-Diskussionspapier bezogen. Welche Aussage von Koopmans Brunner meinte, ist nicht klar. Johannes Fechner gestand in seiner Rede zu, dass es in Deutschland eine islamistische Bedrohung und islamistischen Terrorismus gebe, betonte jedoch, dass die „große Mehrheit der Muslime […] anständig bei uns“ lebe.

#### Der Zusammenhang zwischen koranischen Gewaltaufrufen und Terrorismus
Curio begründete in seiner Rede das von der AfD-Fraktion geforderte Verbot von koranischen „gesetzwidrigen“ Inhalten und Aufrufen unter anderem damit, dass sie eine Einstellung hervorbrächten, aus der Terrorismus entstehe. Um dies glaubhaft zu machen, verwies er auf eine Studie des Kriminologischen Forschungsinstituts Niedersachsen (KFN) zu Ursachen von Zuwanderkriminalität, die 2015 von dem Kriminalwissenschaftler Christian Pfeiffer durchgeführt worden war und zum Teil auf Umfragen unter muslimischen Schülern in Niedersachsen basierte. Diese hatte ergeben, dass 27 Prozent der Befragten die Scharia für besser als deutsche Gesetze halten und 19 Prozent für eine Pflicht eines Moslems, Ungläubige zu bekämpfen, sind. 8 Prozent sprechen sich für eine Ausbreitung des Islamischen Staats aus, 4 Prozent für Terroranschläge. Die Quelle dafür war wahrscheinlich ein Artikel über diese Studie in der Online-Ausgabe der Zeitung Die Welt, auf den sich bereits vorher schon einmal der AfD-Politiker Helmut Seifen bei einer Kleinen Anfrage an die Landesregierung von Nordrhein-Westfalen bezogen hatte.
Curio mutmaßte in seiner Rede, dass die in der Umfrage sichtbare gewordene „Verachtung Andersgläubiger“ genau die Einstellung sei, aus der Terrorismus entstehe; denn „wer den Lebensstil einer Gesellschaft radikal ablehnt, geht leichter gewalttätig gegen sie vor“. Auch stellte er einen direkten Zusammenhang zwischen den koranischen Gewaltaufrufen und dem Anschlag auf den Berliner Weihnachtsmarkt im Dezember 2016 her, indem er behauptete, dass der Attentäter Anis Amri „im Vollgefühl seiner Legitimation durch den Koran“ gehandelt habe. Mit der Aussage, dass „der in der Schule gelehrte Koran und der von den Salafisten verteilte“ derselbe seien, versuchte Curio später noch einmal den engen Zusammenhang zwischen Radikalisierungsprozessen und koranischen Gewaltaufrufen zu verdeutlichen.
Demgegenüber bezweifelten zwei Abgeordnete von Bündnis 90/Die Grünen den Zusammenhang von koranischen Gewaltaufrufen und Terrorismus. Stefan Schmidt wandte ein, dass man nicht wissen könne, ob sich Anis Amri durch den Koran legitimiert gefühlt habe. Und Filiz Polat führte den rechtsterroristischen Massenmörder Anders Breivik, der „sich als hundertprozentigen Christen“ bezeichnete, als Gegenbeispiel dafür an, dass die Thesen der AfD-Fraktion nicht richtig seien.

### Opfer des militanten Islams vs. Opfer der Islamfeindlichkeit
Curio nannte in seiner Rede zahlreiche Gruppen als Opfer der „Gewalt im Namen dieser Religion“, so unter anderem „bedrängte Homosexuelle“, „geschlagene Juden“, „mit Messerstichen ermordete Frauen“. Und er warf der Politik vor, dass es ihr wichtiger sei, die „prägenden Ursachen“ dieser Gewalt zu verdrängen als die Opfer schützen. Auch sein Fraktionskollege Armin-Paul Hampel forderte mehrfach, die Perspektive der Opfer des militanten Islams stärker in den Blick zu nehmen. Den Abgeordneten Karl-Heinz Brunner und seine Vorredner fragte er während seiner Kurzintervention, ob sie bereit „wären für ein gemeinsames Treffen mit den inzwischen Hunderten oder Tausenden Angehörigen der Opferfamilien, um ihnen Ihren Standpunkt, den Sie gerade dargestellt haben, auseinanderzusetzen“.
Demgegenüber stellte Filiz Polat die Rolle von Muslimen als Opfer von Islamfeindlichkeit heraus. Das Feindbild „Islam und Muslime“ sei seit geraumer Zeit zur Bindekraft rechtsradikaler und rechtspopulistischer Kräfte in ganz Europa geworden. Dadurch würden Muslime zunehmend diskriminiert und ausgegrenzt. Wörtlich sagte Polat: „Viele Muslime fühlen sich bedroht in unserem Land. Jeder Dritte, jede Dritte ist Opfer von Diskriminierung.“ Explizit an Alexander Gauland gewandt, verwies sie auf Angaben des Bundesinnenministeriums zu politisch motivierter Kriminalität. Demnach erfolgten 2017 über 1000 Angriffe auf Muslime oder muslimische Einrichtungen, wie etwa das Beschmieren von Moscheen mit Schweineblut.

### Vorwürfe gegenüber der AfD

#### Geistige Verwandtschaft zwischen AfD und Islamisten
Mehrere Abgeordnete warfen der AfD eine geistige Verwandtschaft mit Islamisten vor. Omid Nouripour (Grüne) äußerte, es gebe in der Gegenwart nur zwei Gruppen, die ausschließlich eine einzige Art und Weise der Interpretation des Korans zuließen. Das seien die Islamisten und die AfD. Daraus leitete er ab, dass „die AfD eigentlich das Spiel der Islamisten spielt“, und äußerte die Vermutung, dass die beiden Gruppen „einander brauchen“. Seine Parteigenossin Filiz Polat sagte, dass die AfD-Politiker mit ihrem Islambild, ihrer Lesart und Zitierweise des Korans „so schriftgläubig wie ein salafistischer Prediger“ seien. Wie die Salafisten leugneten sie auch die „Notwendigkeit der historischen Exegese des Islam“. Lars Castellucci (SPD) warf der AfD vor, den „gesamten Islam fundamentalistisch“ auszudeuten, wie es auch bei den Fundamentalisten selbst der Fall ist. Damit offenbare die AfD ihre eigene Geisteshaltung. Zwischen dem, was die Fundamentalisten vortragen, und dem, was die AfD über den Islam sage, passe „kein Blatt Papier“.
Karl-Heinz Brunner (SPD) warf der AfD vor, statt Religionsfreiheit eine Religionspolizei zu wollen, womit er auf die Islamische Religionspolizei anspielte. Auch hielt er der AfD vor, Homophobie als Argument für die Einschränkung von Religionsfreiheit ins Feld zu führen, sich aber selbst bei anderer Gelegenheit dafür einzusetzen, die Ehe für alle wieder abzuschaffen. In die gleiche Kerbe schlug Konstantin Kuhle (FDP), der die Kritik von Jan Ralf Nolte (AfD) an der fehlenden Gleichberechtigung von Homosexuellen in muslimischen Ländern mit dem Zwischenruf quittierte, dass die AfD ja auch selbst diese heute „wieder abschaffen“ wolle.

#### AfD spaltet Gesellschaft und schürt „Islamhass“
Patrick Sensburg (CDU/CSU) warf der AfD vor, in den vergangenen Jahren hinsichtlich der von ihnen thematisierten Problematik keine eigenen Lösungsansätze geboten, sondern lediglich Spaltung, Polarisierung, blinden Populismus und ein „Wettern gegen Religionen“ betrieben zu haben. Zum Schluss seiner Rede richtete er an die AfD-Fraktion den Appell: „Arbeiten Sie im Parlament mit! Seien Sie seriös mit Ihren Anträgen, wenn es wirklich um ernste Themen geht! Spalten Sie nicht das Land, sondern arbeiten Sie gemeinsam an Lösungen mit.“ Johannes Fechner (SPD) forderte die AfD auf, sie solle aufhören, „das friedliche Zusammenleben der Menschen in Deutschland mit derart unsinnigen Anträgen zu stören“ und die Menschen nicht weiter „gegeneinander aufhetzen“. Filiz Polat (Bündnis 90/Die Grünen) kritisierte, dass die AfD mit ihrem Antrag einen Kulturkampf heraufbeschwöre, der diametral gegen Grundwerte, Menschenrechte, Freiheits- und Gleichheitsrechte in Deutschland verstoße.
Mehrere Abgeordnete sprachen auch direkt die antiislamische Ausrichtung der AfD-Aktivitäten an. Jürgen Martens (FDP) hielt der AfD-Fraktion vor, „islamophobe Demagogie“ zu betreiben und mit ihrem Antrag „einen Brandsatz mitten in unsere Gesellschaft“ zu werfen. Sie spalte und diffamiere, werde aber ihrer parlamentarischen Verantwortung „für das gesamte Volk“ in keiner Weise gerecht. Christine Buchholz (Die Linke) führte aus, dass es im Schnitt jeden Tag zwei islamfeindliche Straftaten in Deutschland gebe und die Dunkelziffer nach Experten bis zu achtmal höher liege. Es sei der von der AfD gesäte Hass, der zu dieser Gewalt führe. Christoph de Vries (CDU/CSU) hielt der AfD vor, es gehe ihr „nicht um den gesellschaftlichen Frieden bei uns im Lande“, vielmehr wolle sie „den Islam und seine Gläubigen insgesamt diskreditieren“. Lars Castellucci (SPD) beschuldigte die AfD, im Bundestag „den Islamhass aus politischem Kalkül“ zu schüren.
Verhaltene Rückendeckung bekam die AfD-Fraktion hingegen von Linda Teuteberg (FDP). Sie gab zu bedenken, dass „nicht jede Kritik am Islam […] schon islamophob“ sei. Den Mut, den linke Gruppen gegenüber den christlichen Kirchen gezeigt hätten, wünsche sie sich „auch im Gespräch mit Muslimen“. Der „kritische Dialog“ und die Debatte müssten jedoch „mit Gelassenheit und mit Zuversicht, nicht hasserfüllt und nicht hysterisch“ geführt werden. Frauke Petry (fraktionslos) äußerte, es sei zwar verkehrt, „alle Muslime über einen Kamm zu scheren“, man dürfe jedoch auch nicht „den Islam und seine blutige Vergangenheit sowie Gegenwart“ verharmlosen.

#### AfD „größere Bedrohung“ als Islam und Scharia
Filiz Polat (Bündnis 90/Die Grünen) gab zu bedenken, dass Anträge „voller Hetze und Rassismus“ wie derjenige der AfD „brandgefährlich“ seien, weil „auf Worte […] oft abscheuliche Taten“ folgten. Sie hob außerdem den Umstand hervor, dass mehr als die Hälfte der politisch motivierten Delikte in Deutschland von Rechtsextremisten begangen wurden.
Johannes Fechner (SPD) verwies in seinem Debattenbeitrag darauf, dass verschiedene AfD-Abgeordnete durch Hetze und Gewalttaten auffällig geworden seien und so etwas „die freiheitlich-demokratische Grundordnung viel mehr als die Scharia“ bedrohe. Der „Gipfel der Verlogenheit“ sei, dass die AfD in ihrem Antrag vor islamistischen Gewalttaten warne, obwohl sie selbst „Seit’ an Seit’ mit Neonazis und Rechtsradikalen in Chemnitz und anderswo“ marschiere. Damit spielte er auf die Ausschreitungen von Chemnitz im August und September 2018 an, die von der AfD verteidigt worden waren. Fechner forderte die AfD auf: „Klären Sie erst einmal Ihr Verhältnis zu rechtsradikalen Gewalttätern, bevor Sie Muslimen Gewalttaten vorwerfen.“ Die „größere Bedrohung für die Sicherheit“ in Deutschland sei nicht die Scharia, sondern die AfD.
Christine Buchholz (Die Linke) äußerte, die AfD beschwöre „eine Bedrohung durch den Islam“ herauf, die „wirkliche Gefahr“ komme jedoch von der AfD selbst, die die faschistische Bewegung stärker mache. In Chemnitz sei sie im Bündnis mit Pegida und bekennenden Nazis aufmarschiert, und sie sei Stichwortgeber für Rechtsterroristen wie die Revolution Chemnitz. Von dieser Seite komme die die wirkliche „Gefahr für die Demokratie“.

## Abstimmung und weiteres Schicksal des Antrags
Nach dem letzten Debattenbeitrag stimmte der Bundestag über die weitere Behandlung des Antrags ab. Interfraktionell war eine Überweisung in zwei verschiedene Ausschüsse vorgeschlagen worden, nämlich den Ausschuss für Recht und Verbraucherschutz und den Ausschuss für Inneres und Heimat, wobei die Frage der Federführung jedoch strittig war. Die Fraktionen der CDU/CSU und SPD schlugen die Federführung beim Ausschuss für Recht und Verbraucherschutz vor, die AfD-Fraktion eine Federführung des Ausschusses für Inneres und Heimat. Der Überweisungsvorschlag der CDU/CSU und SPD wurde von allen Fraktionen außer der AfD-Fraktion angenommen, derjenige der AfD-Fraktion abgelehnt. Im Ausschuss für Recht und Verbraucherschutz wurde der Antrag nicht weiter bearbeitet.

## Rezeption der Debatte in den Medien
Der öffentlich-rechtliche Rundfunk ignorierte die Bundestagsdebatte über den AfD-Antrag weitgehend. Von den großen Tageszeitungen berichtete allein Die Welt darüber. Sie stellte den ungewöhnlichen Umstand in den Vordergrund, dass sich eine Bundestagsfraktion mit Korandeutung befasst, und kritisierte, dass Curio in seiner Rede keine einzige konkrete Maßnahme gefordert hatte: „Keine neuen Gesetze, kein härteres Vorgehen gegen Islamisten, nicht einmal Prävention“.
Größere Aufmerksamkeit erhielt die Debatte auch bei der Website Focus Online, die schon an ihrem Vorabend über den angekündigten Antrag berichtet und gemutmaßt hatte, „dass es der Fraktion eher um das Bedienen antimuslimischer Ressentiments geht als um religionspolitische Diskussionen im Bundestag“. Am Tag selbst berichtete Focus Online in Form eines Ticker-Protokolls ausführlich über den Verlauf der Debatte. Ebenso versuchte der Bericht die Ziele der AfD-Fraktion im Bundestag einzuordnen. Deren Abgeordnete hätten eine andere Herangehensweise an die parlamentarische Arbeit. Sie „nutzen das Parlament als Bühne“. Es ginge nicht darum, Abgeordnete anderer Fraktionen zu überzeugen, die Reden richten sich vielmehr an die AfD-Anhänger, so der Bericht weiter.
Auch n-tv bezog online kritisch Stellung zu dem AfD-Antrag und griff die von verschiedenen Abgeordneten vorgetragene These auf, dass die AfD den Islam wie die Islamisten interpretiere. Der Artikel teilte die Interpretation von Focus Online, dass der AfD-Fraktion nur an einer Profilierung vor den eigenen Anhängern gelegen war, nicht aber an einer zielführenden Debatte. Als Begründung für diese Deutung wurde auf die Wahl des Redners verwiesen. Mit Gottfried Curio habe die Partei „einen der wohl profiliertesten Islam-Gegner innerhalb einer schon grundsätzlich islamfeindlichen Partei“ sprechen lassen, anstelle einer Person, die sachlich-konstruktiv aufgetreten wäre, so Benjamin Konietzny in ntv. Auch verweist der Text bereits zu Beginn auf den Zeitpunkt, der für die Debatte gewählt wurde: „Wenige Tage vor der Landtagswahl in Bayern will die AfD noch einmal im Bundestag Akzente setzen.“
Erwähnung fand die Debatte weiterhin auf verschiedenen christlich geprägten Seiten, so zum Beispiel beim Domradio oder auf katholisch.de. Diese gaben sachlich den Verlauf der Diskussion wieder, ohne ihn zu kommentieren.

## Belege
1. ↑  Zu früheren islambezogenen Debatten im Bundestag siehe Petra Klug: Feindbild Islam? Der Diskurs über Muslime in Bundestagsdebatten vor und nach dem 11. September. Tectum Verlag, Marburg 2010.
2. 1 2 3 4  Durchschaubare Taktik. AfD provoziert im Bundestag mit schlecht vorbereitetem Antrag gegen Muslime. Focus Online, 10. Oktober 2018, 17.44 Uhr.
3. 1 2  Plenarprotokoll S. 5901
4. 1 2 3  Antrag „Unvereinbarkeit von Islam, Scharia und Rechtsstaat“, Drucksache Nr. 19/4840, S. 1.
5. 1 2 3 4  Plenarprotokoll S. 5893.
6. 1 2 3 4 5 6 7 8  Plenarprotokoll S. 5895.
7. 1 2 3 4 5 6  Plenarprotokoll S. 5900.
8. 1 2 3 4 5 6 7  Plenarprotokoll S. 5907.
9. ↑  Antrag „Unvereinbarkeit von Islam, Scharia und Rechtsstaat“, Drucksache Nr. 19/4840, S. 2.
10. 1 2 3  Antrag „Unvereinbarkeit von Islam, Scharia und Rechtsstaat“, Drucksache Nr. 19/4840 S. 3.
11. ↑  Siehe den Text auf der Website der International Association for the Defense of Religious Liberty: Memento Archive.org
12. ↑  Ruud Koopmans: Religious fundamentalism and out-group hostility among Muslims and Christians in Western Europe. 2014, S. 11.
13. 1 2  Antrag „Unvereinbarkeit von Islam, Scharia und Rechtsstaat“, Drucksache Nr. 19/4840, S. 4.
14. ↑  Antrag „Unvereinbarkeit von Islam, Scharia und Rechtsstaat“, Drucksache Nr. 19/4840, S. 5–6.
15. ↑  Corpus-Coranicum-Datenbank.
16. ↑  Siehe Alternative für Deutschland: Programm für Deutschland, S. 48–50.
17. ↑  AfD Bundestagswahlprogramm 2017.
18. ↑  Bundestagswahl 2017 AfD Flyer.
19. ↑  Antrag betr. Paralleljustiz im Milieu islamischer Migranten. Bürgerschaft der freien und Hansestadt Hamburg, Drucksache 21/2745, 4. Januar 2016.
20. ↑  Antrag der AfD-Fraktion Islamischer Religionsunterricht – für Integration, gegen Radikalisierung. Abgeordnetenhaus Berlin, 18. Wahlperiode, Drucksache 18/0142, 8. Februar 2017.
21. 1 2 3 4 5 6 7 8  Plenarprotokoll S. 5894.
22. ↑  Antrag der AfD-Fraktion Verfassungskonformität des Islamischen Jugendzentrums Berlin überprüfen. Abgeordnetenhaus Berlin, 18. Wahlperiode, Drucksache 18/0884 28. Februar 2018.
23. ↑  Antrag der Fraktion der AfD zur Einrichtung einer Enquete-Kommission „Parallelgesellschaften und drohende No-go-areas“. Landtag Nordrhein-Westfalen, 17. Wahlperiode, Drucksache 17/3022, 11. Juli 2018.
24. 1 2  Siehe Koalitionsvertrag 19. Legislaturperiode, S. 133 (Memento vom 6. April 2019 im Internet Archive)
25. ↑  Kleine Anfrage „Paralleljustiz in Deutschland“.
26. ↑  Plenarprotokoll S. 5890.
27. 1 2  Bundestags-Debatte im Ticker-Protokoll. SPD-Abgeordneter zerreißt Anti-Islam-Antrag der AfD. Focus Online, 11. Oktober 2018.
28. 1 2 3 4 5 6 7 8  Plenarprotokoll S. 5891.
29. 1 2 3 4 5 6 7 8 9 10  Plenarprotokoll S. 5892.
30. 1 2 3 4  Plenarprotokoll S. 5896.
31. 1 2 3 4 5 6 7  Plenarprotokoll S. 5899.
32. 1 2 3 4 5 6 7 8 9 10 11 12  Plenarprotokoll S. 5903.
33. 1 2 3 4  Plenarprotokoll S. 5908.
34. 1 2 3 4 5 6  Plenarprotokoll S. 5897.
35. 1 2 3 4  Plenarprotokoll S. 5902.
36. ↑  Siehe dazu Einrichtung einer Bund-Länder-Arbeitsgruppe zur Verhinderung von rechtsstaatlich problematischer „Paralleljustiz“. Beschluss der 85. Konferenz Justizministerinnen und Justizminister am 6. November 2014 in Berlin.
37. ↑  Gemeinsam gegen „Paralleljustiz“ / Bayern übernimmt Vorsitz in länderübergreifender Arbeitsgruppe. Pressemitteilung des Bayerischen Staatsministeriums der Justiz, 31. März 2015.
38. ↑  BayIntG: Art. 14.
39. ↑  Plenarprotokoll S. 5900f.
40. ↑  „Da passiert etwas im Hirn“. Die Zeit, 21. März 2018 (Interview von Tina Hildebrandt und Martin Klingst mit der neuen Justizministerin Katarina Barley).
41. 1 2 3 4 5 6 7 8  Plenarprotokoll S. 5904.
42. 1 2 3 4 5 6  Plenarprotokoll S. 5905.
43. ↑  Plenarprotokoll S. 5903f.
44. 1 2 3 4  Plenarprotokoll S. 5898.
45. ↑  Dieter Grimm: Religionsfreiheit – Grundgesetzlich irrelevant. In: FAZ, 2016.
46. 1 2 3 4 5 6 7  Plenarprotokoll S. 5906.
47. ↑  Bassam Tibi: „Warum ich kapituliere“. In Cicero 6, 2016, S. 115–119. (Der Satz, dass er die Hoffnung auf einen Euro-Islam begraben habe, steht ganz am Ende des Artikels.)
48. ↑  Koopmans: Religious fundamentalism and out-group hostility among Muslims and Christians in Western Europe. 2014, S. 11.
49. ↑  Pollack u. a.: Integration und Religion aus der Sicht von Türkeistämmigen in Deutschland. 2016, S. 4.
50. ↑  Pollack u. a.: Integration und Religion aus der Sicht von Türkeistämmigen in Deutschland. 2016, S. 14.
51. ↑  Islamistische Tendenzen im Klassenzimmer. Die Welt, 10. Januar 2018.
52. ↑  Kleine Anfrage 732 des Abgeordneten Helmut Seifen vom 23. Januar 2018.
53. ↑  Bundesministerium des Innern, für Bau und Heimat: Politisch Motivierte Kriminalität im Jahr 2017, S. 6.
54. ↑  Matthias Kamann: Wenn die AfD versucht, den Koran zu deuten. Die Welt online, 11. Oktober 2018.
55. ↑  Benjamin Konietzny: Religionsdebatte im Bundestag: „AfD interpretiert Islam wie Islamisten“. ntv, 11. Oktober 2018.
56. ↑  Kritik an AfD-Antrag zum Islam. Domradio, 11. Oktober 2018.
57. ↑  AfD will Verbreitung von Koran-Inhalten unterbinden. katholisch.de, 11. Oktober 2018.